# Культура Азербайджана

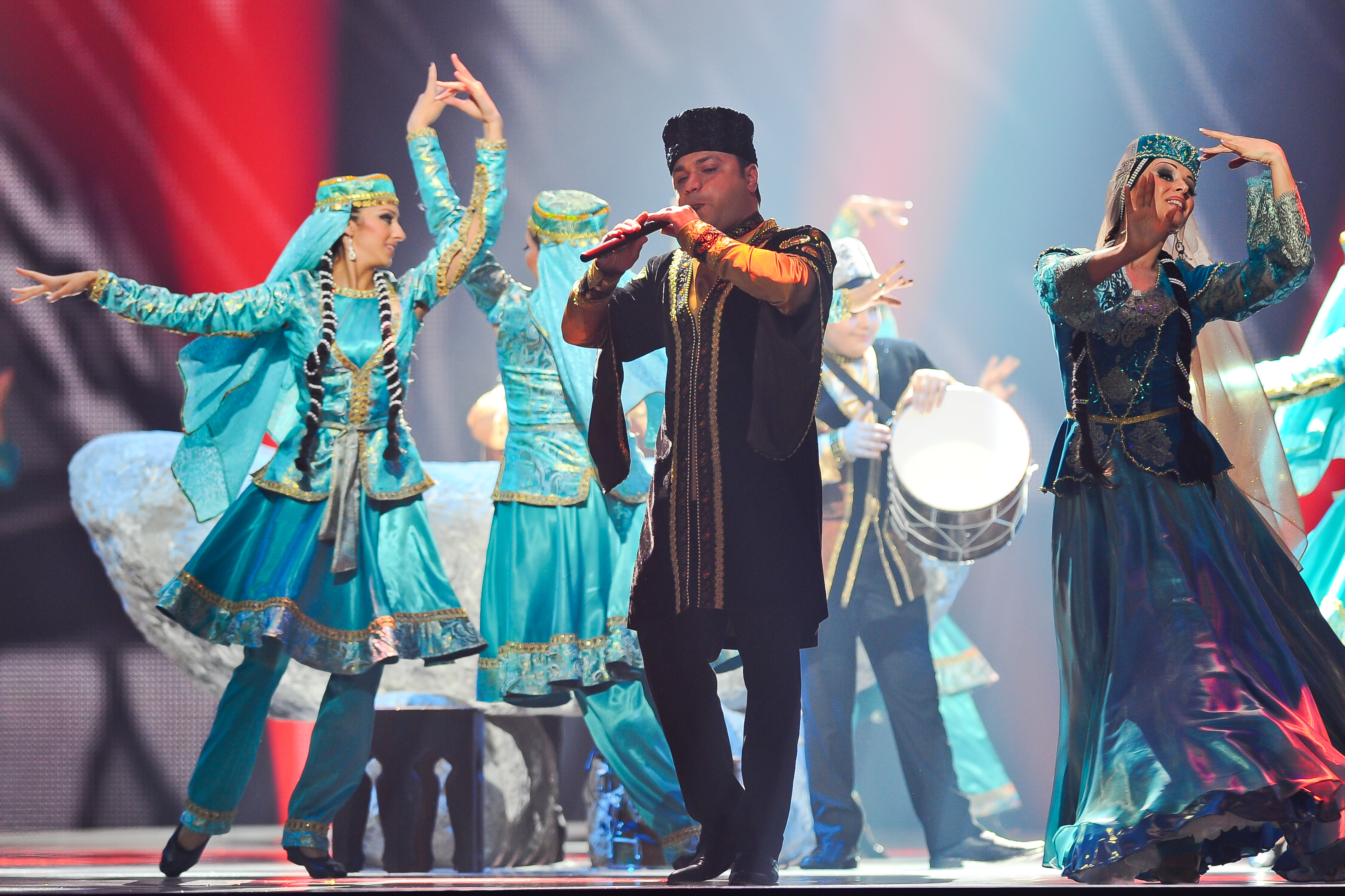
Азербайджанский народный танец под музыку народных инструментов во время фестиваля «Евровидение 2012» в Баку

Культура Азербайджана — культура народов и народностей, проживавших и проживающих на территории Азербайджана и государств, существовавших на территории современного Азербайджана. Развитие культуры на территории Азербайджана отразило его насыщенную политическими и военными потрясениями историю и положение на путях, издревле соединявших Восток с Западом.
В XIV—XV вв. с началом формирования азербайджанского тюркоязычного этноса — основного народа, населяющего Азербайджан, возникает и его культура, не имевшая первоначально своих стабильных центров, и её довольно трудно для данного времени отделить от османской культуры. В XV веке формируются два центра азербайджанской культуры — Южный Азербайджан и Равнинный Карабах, которые окончательно сложились уже позже, в XVI—XVIII вв. Говоря о возникновении азербайджанской культуры именно в XIV—XV вв., следует иметь в виду прежде всего литературу и другие части культуры, органически связанные с языком. Что касается материальной культуры, то она оставалась традиционной и после тюркизации местного населения. Став самостоятельной, азербайджанская культура сохранила тесные связи с иранской и арабской. Они скреплялись и общей религией, и общими культурно-историческими традициями.
Археологические находки и сохранившиеся материальные памятники свидетельствуют о культурном развитии проживавших на территории Азербайджана народов как в доисторический (находки в Гобустане), так и в албанский периоды (храмы в сёлах Кум и Лекит). С распространением ислама на протяжении многих веков развивается мусульманская культура, строятся мечети, медресе, мавзолеи, развиваются преимущественно орнаментальные формы декоративного искусства. Вхождение в состав России в начале XIX века позволило народам, живущим на территории Азербайджана приобщиться к русской и через неё — к мировой культуре. Коренной перелом намечается в культурном развитии Азербайджана в советский период. XXI век отмечается модернизацией Азербайджана в культурной сфере.

## История развития культур народов на территории современного Азербайджана

### Доисторическая культура

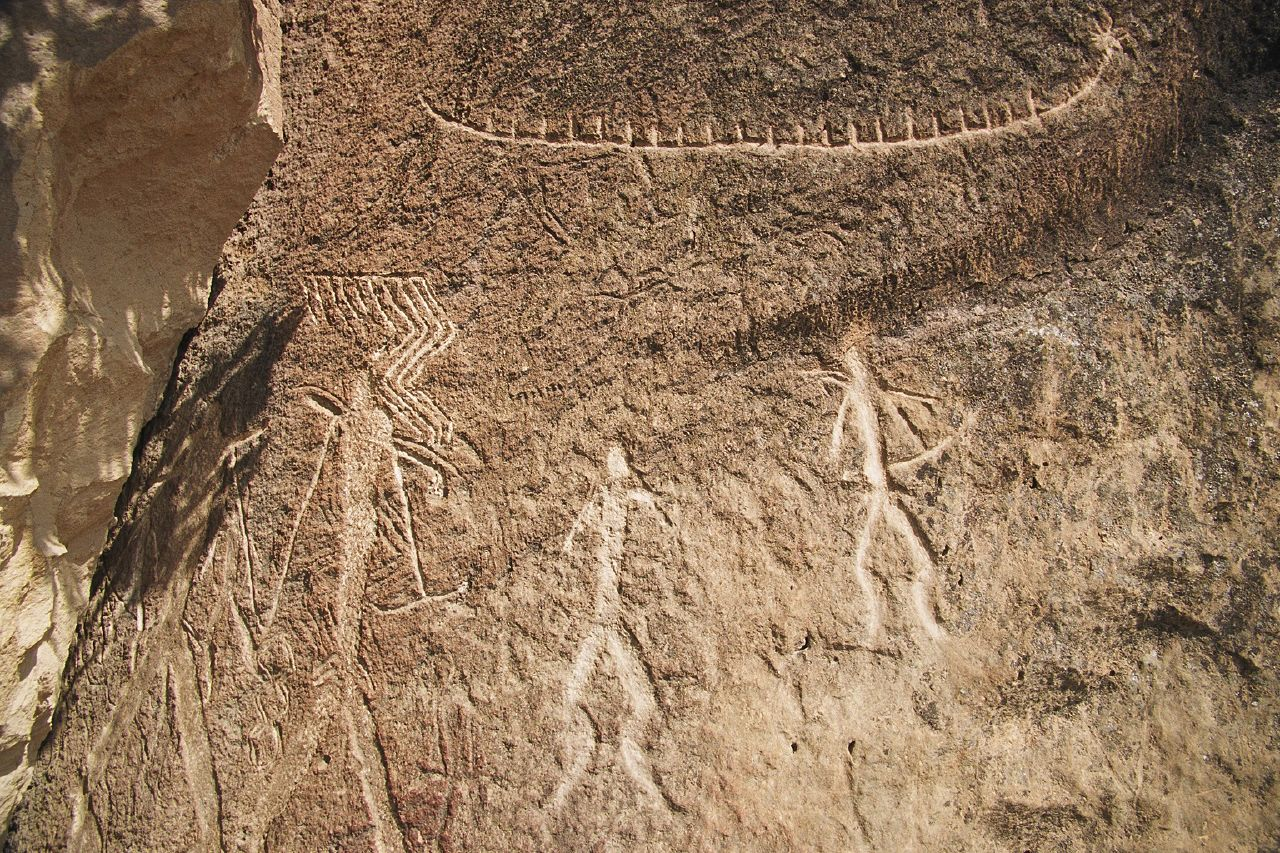
Наскальные рисунки в Гобустане

К 8-5-му тысячелетиям до н. э. восходят ранние наскальные гравированные рисунки (сцены труда, быта, ритуальных обрядов) в Гобустане (датируются вплоть до развитого средневековья). Сохранившиеся на скалах в Гобустане изображения, отражающие магические, тотемические представления древних людей, их религиозные обряды, сцены охоты на различных диких животных и т. д свидетельствуют о первобытном искусстве в эпоху мезолита на территории Азербайджана. Здесь изображены мужчины и женщины, сцены рыболовства, различные дикие животные. Также можно встретить изображения скачущих на лошадях охотников, одинокую богатырскую фигуру жнеца с серпом, хороводы пляшущих человеческих фигур, напоминающие народный танец «яллы», лодок с гребцами и солярные знаки.
«Гавал чалан даш» — оригинальный каменный бубен из Гобустанского заповедника, благодаря которому постукиванием по установленной плашмя огромной плите можно извлекать ритмически чёткие мотивы, которыми сопровождались ритуальные пляски и обряды. Об обрядах свидетельствуют углубления в каменных глыбах, служившие для стока крови жертвенных животных. О верованиях людей в загробную жизнь в эпоху мезолита свидетельствуют обнаруженное на стоянке «Фируз» погребение. Благодаря этой находке удалось установить, что при погребении умерших, рядом с трупом укладывали различные предметы быта.
От эпохи энеолита и ранней бронзы сохранились многочисленные менгиры, дольмены, кромлехи, зооморфные керамические сосуды, украшения, глиняные и каменные фигурки людей и животных.

### Культура Кавказской Албании

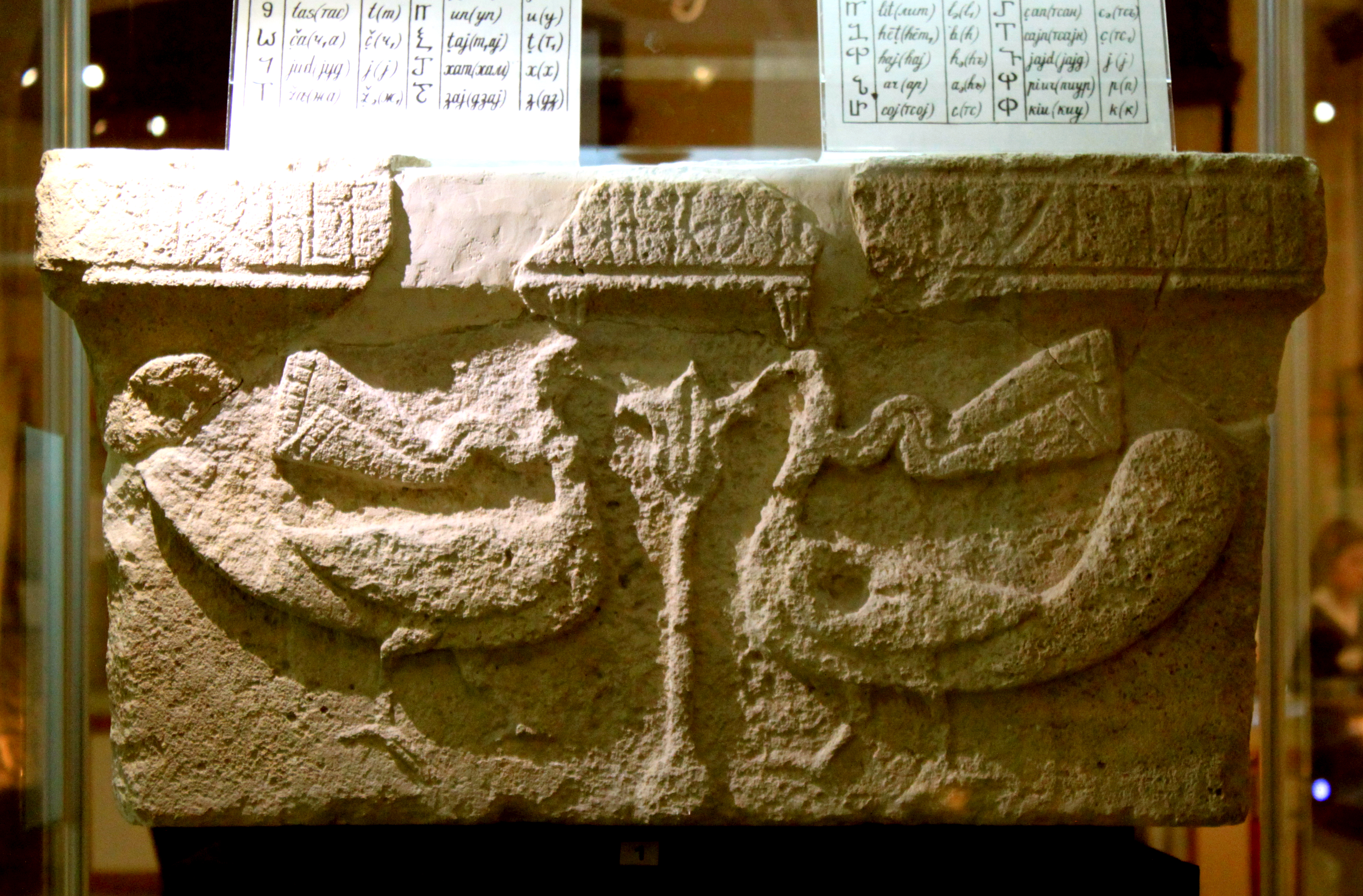
Каменная капитель с албанской надписью, найденная при раскопках городища Судагылан в районе города Мингечевир

На рубеже н. э. на территории северо-восточной части нынешнего Азербайджана возникло государство Кавказская Албания со столицей г. Кабала (сохранились остатки сооружений). На рубеже средневековья на северо-востоке современного Азербайджана — левобережье реки Кура проживали главным образом кавказские албаны, союз племён, по языку относившийся к нахско-дагестанской группе; говоривших, подобно современным дагестанцам, на множестве (не менее 26) языков и с трудом понимавших друг друга. С принятием христианства албанцы во многом арменизировались, часть ассимилировалась с грузинами (население междуречья р. Иори и Алазань). Известно, что уже в конце античности армянский язык служил для их разноязыких племён «общим языком» (lingua franca) на значительной части территории Албании, тогда как в прикаспийских областях таковым выступал иранский; впоследствии албанская знать была армяноязычна, албанская церковь была частью Армянской Апостольской Церкви. В начале IV века албаны приняли христианство, что было введено туда армянами.

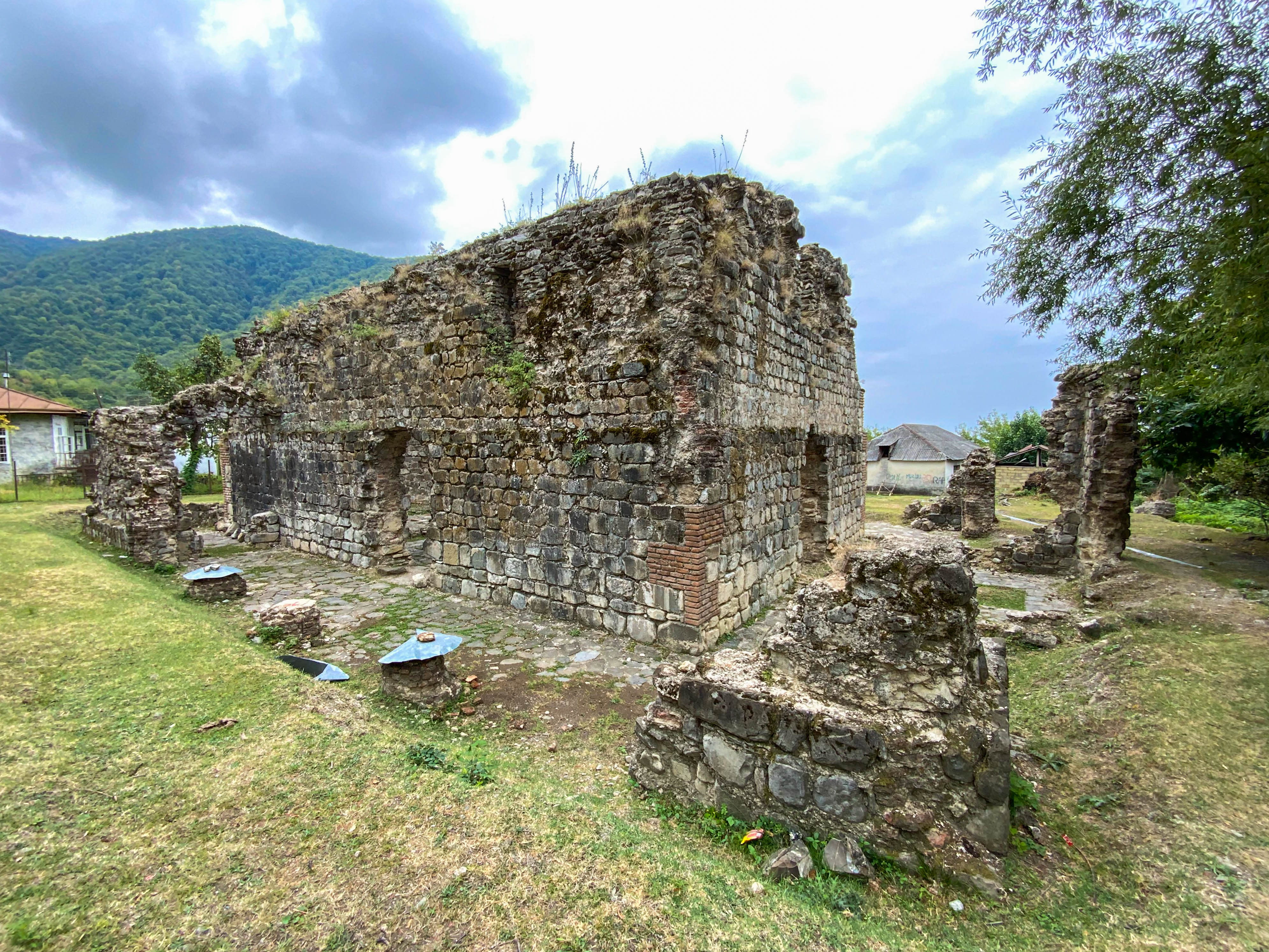
Церковь в селе Кум V—VI века в Кахском районе Азербайджана

У кавказоязычных албанцев был свой алфавит, изобретение которого, согласно армянским первоисточникам, принадлежит учёному и монаху Месропу Маштоцу, и, вероятно, литература на языке племени гаргарейцев, впрочем не сохранившаяся. В общем литературный общеалбанский язык так и не сложился. После VII века албанское письмо выходит из обихода, языком богослужения Албанской церкви становится древнеармянский, который, в свою очередь окончательно стало частью Армянской церкви.  До недавнего времени науке была известна только албанский алфавит дошедший в одной армянской рукописи XV в., а также 7 или 8 албанских надписей, все до VIII в. Однако в конце двадцатого века была обнаружена албанская рукопись в Синае, получивший впоследствии название «Синайский палимпсест». Дешифровка текста подтвердила предположение о том, что агванский язык отражает древнюю форму удинского языка. Единственный уцелевший из многочисленных албанских языков — удинский язык — поныне является бесписьменным, и ещё в начале XX века делопроизводство в удинских селениях велось на армянском. Из памятников албанской архитектуры можно отметить базилику в Куме и круглый храм в Ляките, находящие аналоги среди одновременных армянских и грузинских базилик и купольных ротонд. Монументальное раннесредневековое зодчество Албании ориентировалось преимущественно на Армению.
Значительная часть албанского населения в арабское время перешла в ислам и стала использовать арабскую письменность.

### Развитие культуры в мусульманский период

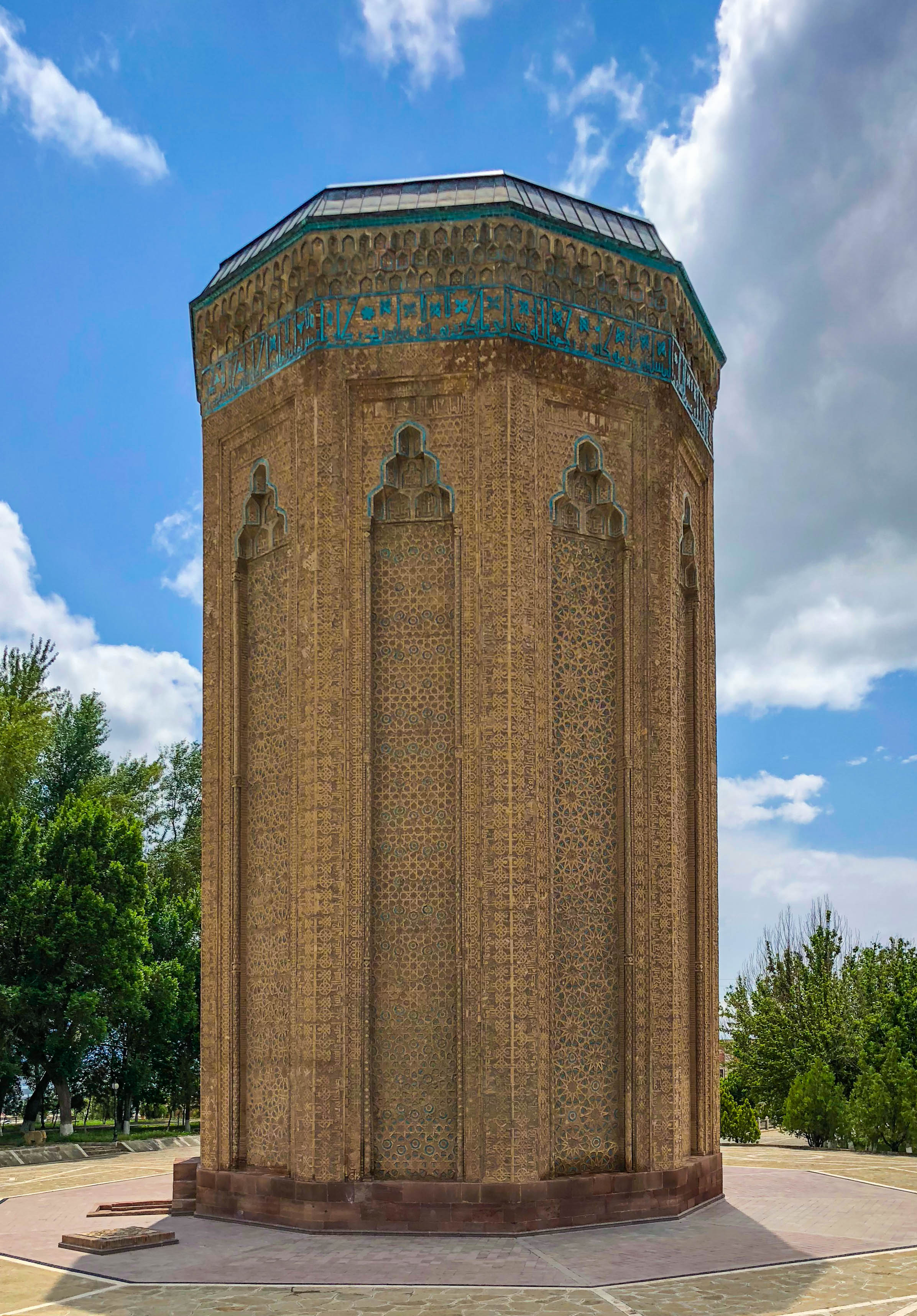
Мавзолей Момине хатун в Нахичевани. XII век. Архитектор Аджеми Нахчивани

После арабского завоевания Аррана и Армении (VII-VIII в.) и распространения ислама на территории нынешнего Азербайджана начала развиваться мусульманская культура — строились мечети, минареты, медресе, мавзолеи, развивались преимущественно орнаментальные формы декоративного искусства.
В IX—X вв. с ослаблением Арабского халифата на территории современного Азербайджана (в основном территории исторического Аррана и Ширвана), населённого ираноязычными народами, кочевыми тюркскими племенами, курдами, албанами, армянами, возникло множество небольших государств, в городах которых (Барда, Шемахы, Байлакан, Гянджа, Нахичевань) складывались локальные архитектурно-художественные школы, среди них — нахичеванская, характеризующаяся великолепием керамического убранства зданий, ширвано-апшеронская, отличающаяся контрастом глади каменных стен и пластичной разработки архитектурных элементов.
В XI—начале XIII веков территория современного Азербайджана находится в составе государства Сельджуков. Династия Ильдегезидов, правившие в регионе, развивались в персидско-исламской цивилизации. Выдающиеся мусульманские памятники искусства этой эпохи — мавзолеи в Нахичевани (Момине-хатун, Юсуфа ибн Кусейира, мавзолей в Джуге), Девичья башня в Баку. В первой четверти XIII века эти земли были завоёваны монголами. К XIII—XIV вв., к эпохе Кесранидов, относятся круглый замок в Мардакяне, Нардаранская крепость, Ханега на реке Пирсагат, «Баиловские камни» (рельефный эпиграфический фриз затонувшего в Бакинской бухте замка XIII в.). К этому же времени восходят различные нахичеванские изделия из металла, расписная керамика Байлакана и Гянджи.
В этот период на территории Аррана и Ширвана жили и творили видные представители персидской литературы, классики персидской поэзии Низами Гянджеви (автор пяти поэм — Хамсе), Хагани Ширвани, Муджиреддин Бейлагани, Мехсети Гянджеви, Фалаки Ширвани.

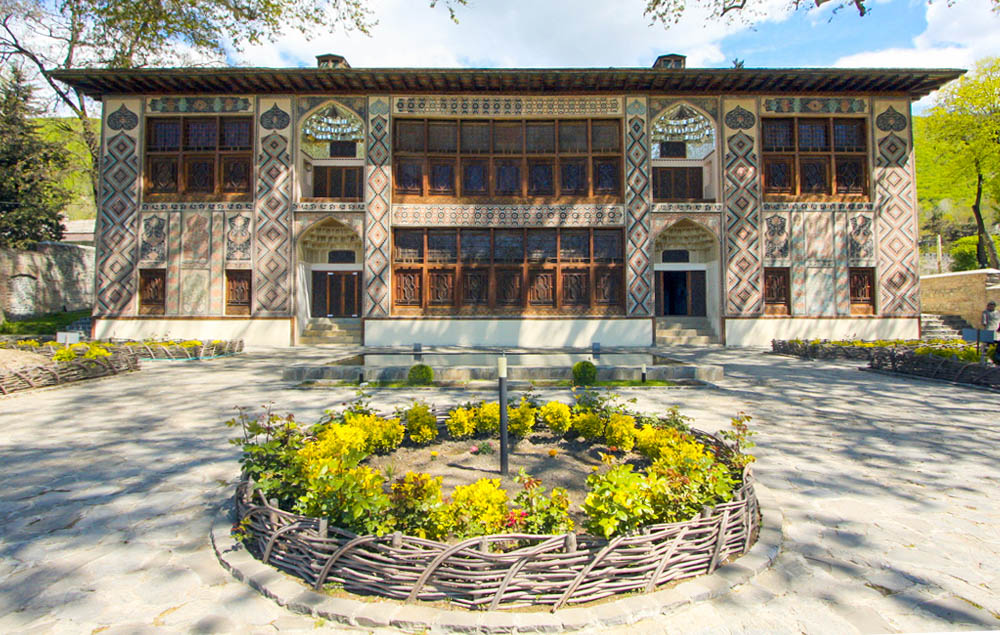
Дворец шекинских ханов. XVIII век. Архитектор Хадали (Хаджи)-Зейнал-Абдин из Шираза

В XIV—XVI вв. с ростом городов развивается кирпичное и каменное зодчество, один из образцов которого дворец Ширваншахов в Баку, возведённый в середине XV века. Традиции местных школ нашли продолжение в башенных мавзолеях монгольского периода XIV в. в Барде и в с. Карабагляр, в 12-гранном шатровом мавзолее в селе Хачин-Дорбатлы (1314, зодчий Шахензи), в крепостной архитектуре замка XIV в. в селе Рамана. Интересна двухъярусная купольная усыпальница Дири-Баба в городе Мараза (1402, зодчий — сын устада Гаджи).
Из создаваемых в XV веке на территории современного Азербайджана миниатюр можно назвать миниатюры из Шемахи (рукопись «Антологии» 1468, каллиграф Шараф-ад-дин Хусейн Султани, Британский музей, Лондон), Баку (миниатюры художника Абд аль-Баги Бакуви в альбоме XV в., Дворец-музей Топкапы, Стамбул). Среди художественных ремесленных изделий отмечают военные доспехи работы Мухаммеда Момина (XVI в., Оружейная палата, Москва).

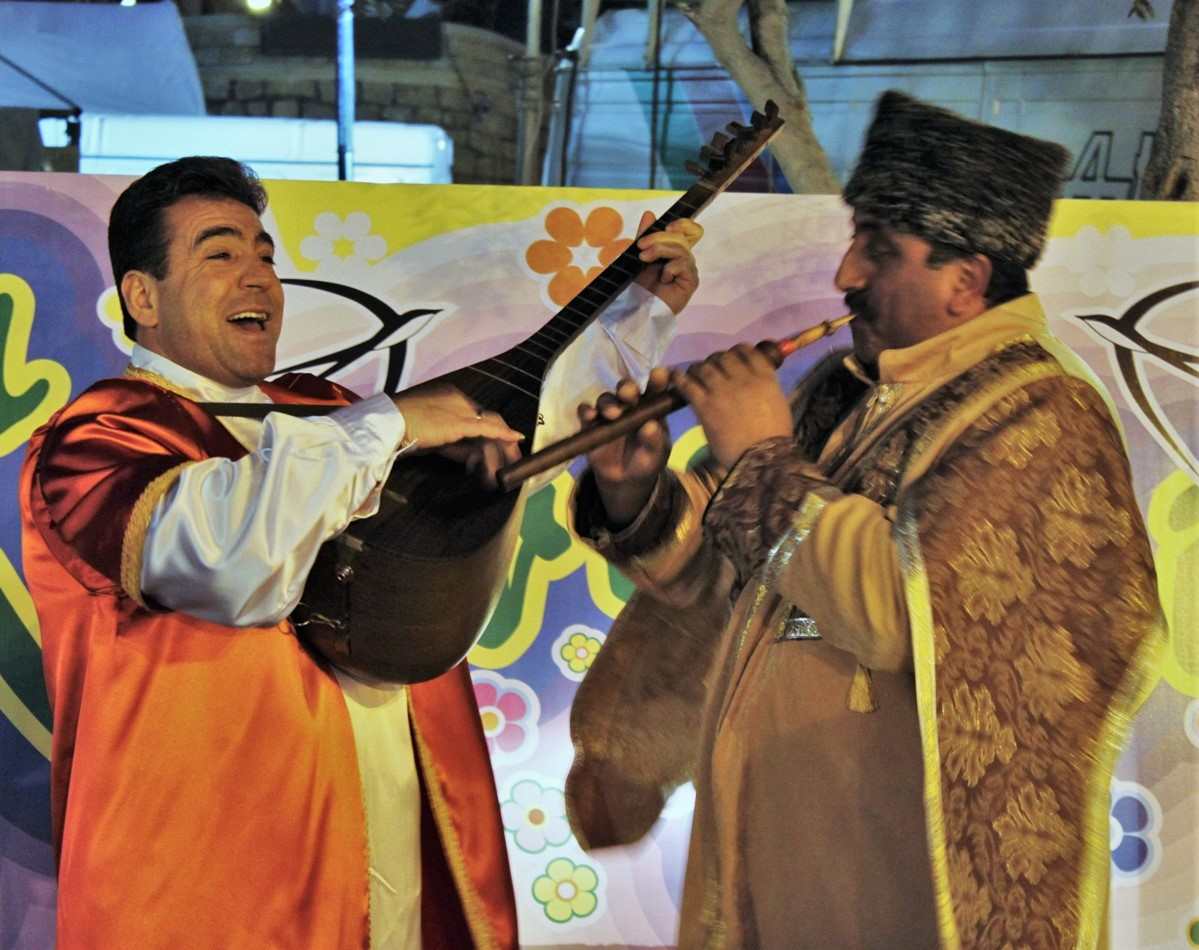
Ашуги на празднике Новруз в Баку

В XVII—XVIII вв., в период ирано-турецких войн и междоусобиц, монументальное строительство значительно сократилось; достраивался культурный комплекс Имамзаде в Гяндже, в XVIII в. был построен украшенный росписями дворец ханов в Шеки. В народном зодчестве также сохранились архитектурно-строительные традиции; в домах богатых горожан в XVIII в. стены покрывались росписями (растительные мотивы, иногда включавшие изображения птиц, зверей, людей). Народное искусство представлено украшенными узорами медной посудой и оружием из села Лагич. Разнообразны ворсовые и безворсовые ковры и ковровые изделия куба-ширванского, баку-апшеронского, гянджа-казахского, карабахского типов; художественная вышивка Шеки и других районов Азербайджана.

### Музыка

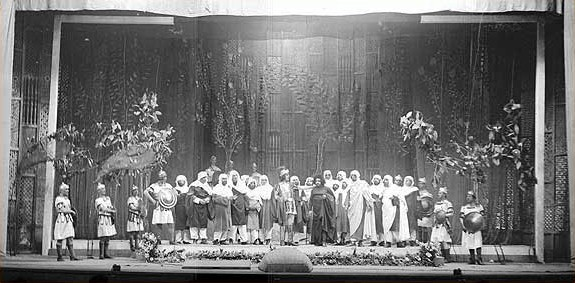
Сцена из первой азербайджанской оперы «Лейли и Маджнун»

### Танцы

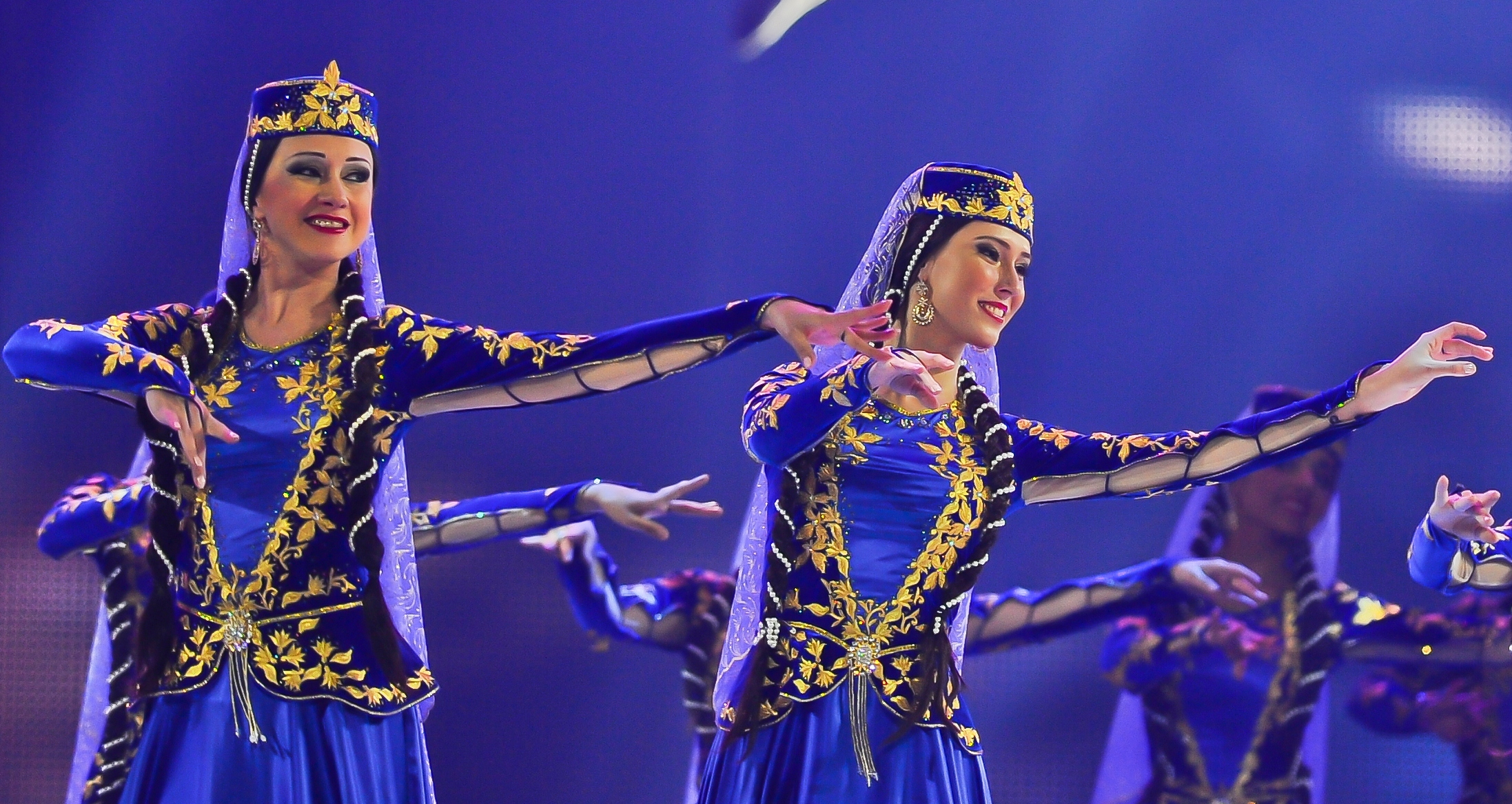
Женский танец

### Развитие культуры в новое и новейшее время

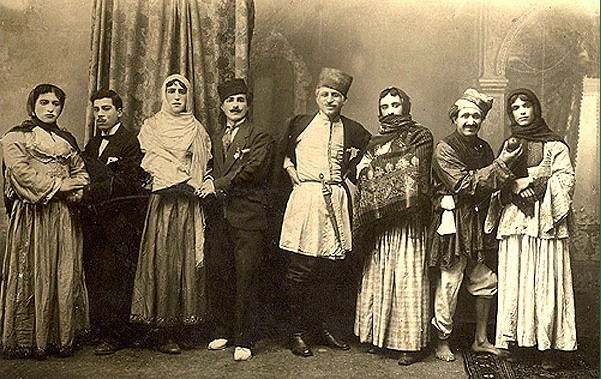
Герои оперетты «Аршин мал алан» Узеира Гаджибекова. Начало XX века

Вхождение в состав Российского государства в начале XIX в. открыло перед Азербайджаном путь приобщения к русской и через неё — к мировой культуре. Подлинным родоначальником этой культуры является просветитель Мирза Фатали Ахундов (1812—1878). Ахундов — основоположник азербайджанской национальной драматургии (комедии «Ботаник мосье Жорда», 1851; «Молла Ибрагим Халил-алхимик», 1851, и др.).
Из авторов, творивших на земле Азербайджана, следует назвать поэта-сатирика Мирза Алекпер Сабира (1862—1911), писателя Джалила Мамедкулизаде, являвшегося редактором известного сатирического журнала «Молла Насреддин», армянского романиста Александра Ширванзаде (Александр Мовсесян, 1858—1935), родившегося в Шемахе и большую часть жизни провёдшего в Баку. Среди авторов XX века известны представитель социалистического реализма в Азербайджане драматург Джафар Джаббарлы (1899—1934), советские поэты Самед Вургун, Сулейман Рустам, Расул Рза, армянский поэт Леонид Гурунц (1912—1982), а также бакинский уроженец писатель Леонид Зорин (см. также раздел «Современная азербайджанская литература»).
Основоположником азербайджанской национальной оперы является дважды лауреат Сталинской премии Узеир Гаджибеков («Лейли и Меджнун», 1908; «Аршин мал алан», 1913; «Кёроглы», 1936). У. Гаджибеков — также автор музыки гимна Азербайджана. В 1940 году А. Бадалбейли создал первый азербайджанский балет «Девичья башня».
В XX веке появляются также обработки мугама для оркестра, принадлежащие профессиональным композиторам: А. Г. Тер-Гевондяну, С. Э. Алескерову и др. Из исполнителей Азербайджана в этот период прославились Муслим Магомаев, Рашид Бейбутов, Полад Бюль-Бюль оглы, Зейнаб Ханларова (подробнее см. раздел «Музыка»).

Культурный центр Гейдара Алиева в Баку

Бакинцами являются также Мстислав Ростропович, Лариса Долина, Владимир Меньшов, юморист Евгений Петросян. В советские годы была популярна команда КВН бакинца Юлия Гусмана «Парни из Баку», имя которой взяла одноимённая команда уже возрождённого КВН, капитаном которой был Анар Мамедханов. Заслуженные артисты Азербайджана, оперные певцы Эльчин Азизов и Динара Алиева являются солистами Большого театра. В 2009 году в Баку был открыт Музей современного искусства, в котором были собраны свыше 800 работ азербайджанских художников и скульпторов, в основном работающих в авангардном стиле.
В мае 1953 было сформировано Министерство культуры Азербайджанской ССР. С 1988 года министром культуры был певец и композитор Полад Бюльбюльоглы. Указом президента республики Ильхама Алиева от 30 января 2006 году на базе Министерства культуры было создано Министерство культуры и туризма Азербайджанской Республики. С этого же года министром культуры Азербайджана является Абульфаз Гараев. В 2012 году был в Баку был открыт Культурный центр, носящий имя Гейдара Алиева, предназначенный для проведения культурных мероприятий и включающий в себя конгресс-центр, музей, библиотеку и парк.

## Архитектура и изобразительное искусство

### Архитектура

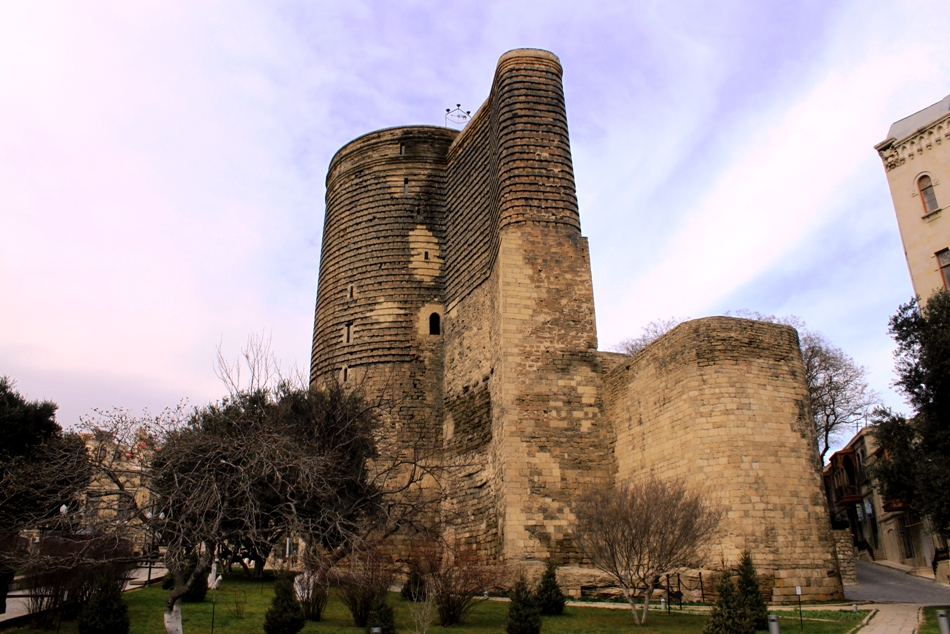
Девичья башня в Баку. XII век. Архитектор Мас’уд, сын Давуда

К самым ранним сохранившимся в Азербайджане сооружениям относятся храмы в цахурских сёлах Кум и Лекит и основания Девичей башни в Баку. Архитектуру раннефеодального периода на территории Азербайджана характеризуют огромные оборонительные сооружения: бешбермакские, гильгильчайские (см. также Чираг-гала) и закатальские. Старейшими исламскими зданиями можно назвать мечети VIII века в Ахсу и Джума-мечеть в Шемахе.
После присоединения Азербайджана к России (XIX в.) в азербайджанской архитектуре также сказывается влияние русской строительной культуры. В Баку, например, с элементами русского и западноевропейского классицизма сочетаются традиционные приёмы планировки и композиции, национальные архитектурные формы и мотивы декора. Стал распространяется тип городского дома с застеклёнными галереями — «шушебенд».

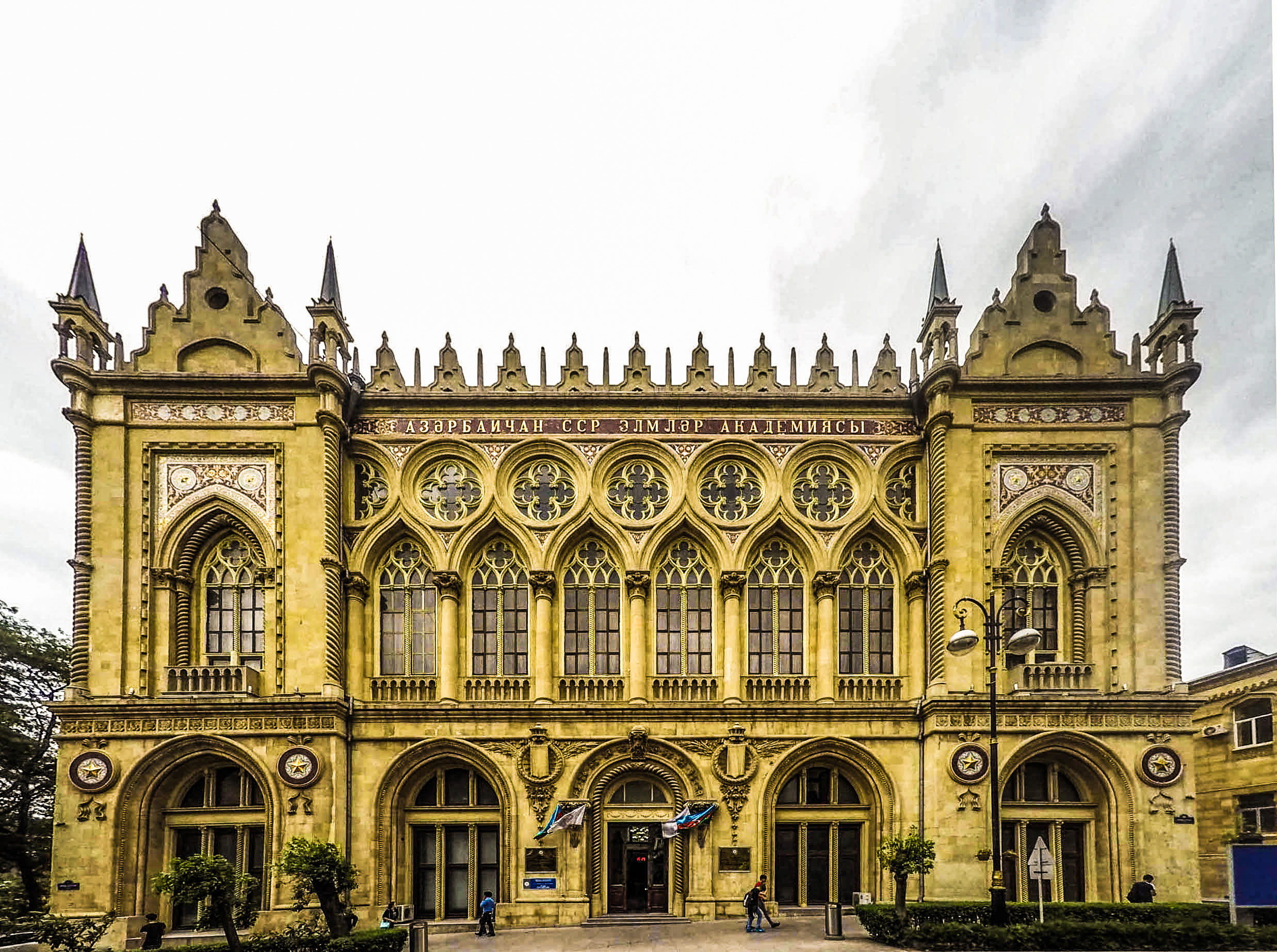
Здание Исмаилия. Начало XX века. Архитектор Иосиф Плошко

Из архитекторов, внёсших вклад в создание современного облика Баку, следует упомянуть строителя Маиловского театра (одно из лучших зданий города, прекрасный образец стиля «модерн») Николая Георгиевича Баева. По его же проекту в 1926 году построен Сабунчинский вокзал. В те же годы архитектором Гавриилом Тер-Микеловым построены здания: Клуба Общественных Собраний (ныне Филармония), Бакинского Отделения Тифлисского банка (позднее «Детский мир»), Коммерческого училища (ныне Педагогический институт) и многие другие. Иосифом Гославским было спроектировано здание городской думы, здание мусульманской школы для девочек (ныне — здание Института рукописей АН), театр Тагиева (совместно с Павлом Когновицким). На рубеже веков в Баку работали и другие интересные архитекторы: Касым-бек Гаджибабабеков (здание музея литературы им. Низами Гянджеви), Зивер-бек Ахмедбеков (Мечеть Тезепир), Павел Залесский (здание городского училища), Александр Никитин (Клуб моряков, гостиница «Метрополь»), Иосиф Плошко (польский костёл, кинотеатр «Феномен», гостиница «Новая Европа», дворец Мухтарова) и другие.

Здание Национальной академии наук Азербайджана. 1960-е гг. Архитектор Микаэль Усейнов

В зданиях, построенных такими архитекторами и инженерами, как М. Г. Гаджинский, К. Исмаилов и Кербалаи Сефихан Карабаги, сочетаются традиционные и романтические элементы. Эта тенденция особенно заметна в работах Карабаги, который спроектировал много зданий, в Агдаме, Физули и Шуше. Для его проектов (например для мечети в Агдаме и Барде) использовались простые устройства, основанные на азербайджанских архитектурных традициях.
Большой вклад в современную архитектуру Баку внёс Константин Сенчихин, авангардист, в молодости известный как «бакинский Ле Корбюзье» (жилой дом «Монолит», Азербайджанский медицинский институт, Интерьер Клуба им. Дзержинского, Спортивный комплекс «Динамо», бывший Штаб ПВО Закавказского военного округа (ныне Министерство обороны Азербайджана, Дворец культуры в пригороде Баку Локбатане и т. д.).
Наиболее выдающийся вклад в создание современного облика города Баку внёс Народный архитектор СССР Микаэль Усейнов, по проектам которого было построено много зданий, являющихся визитной карточкой города. Среди архитекторов советской эпохи можно назвать заслуженного деятеля искусств Азербайджанской ССР Садыха Дадашева, заслуженного архитектора Азербайджана Талаата Ханларова.

### Живопись

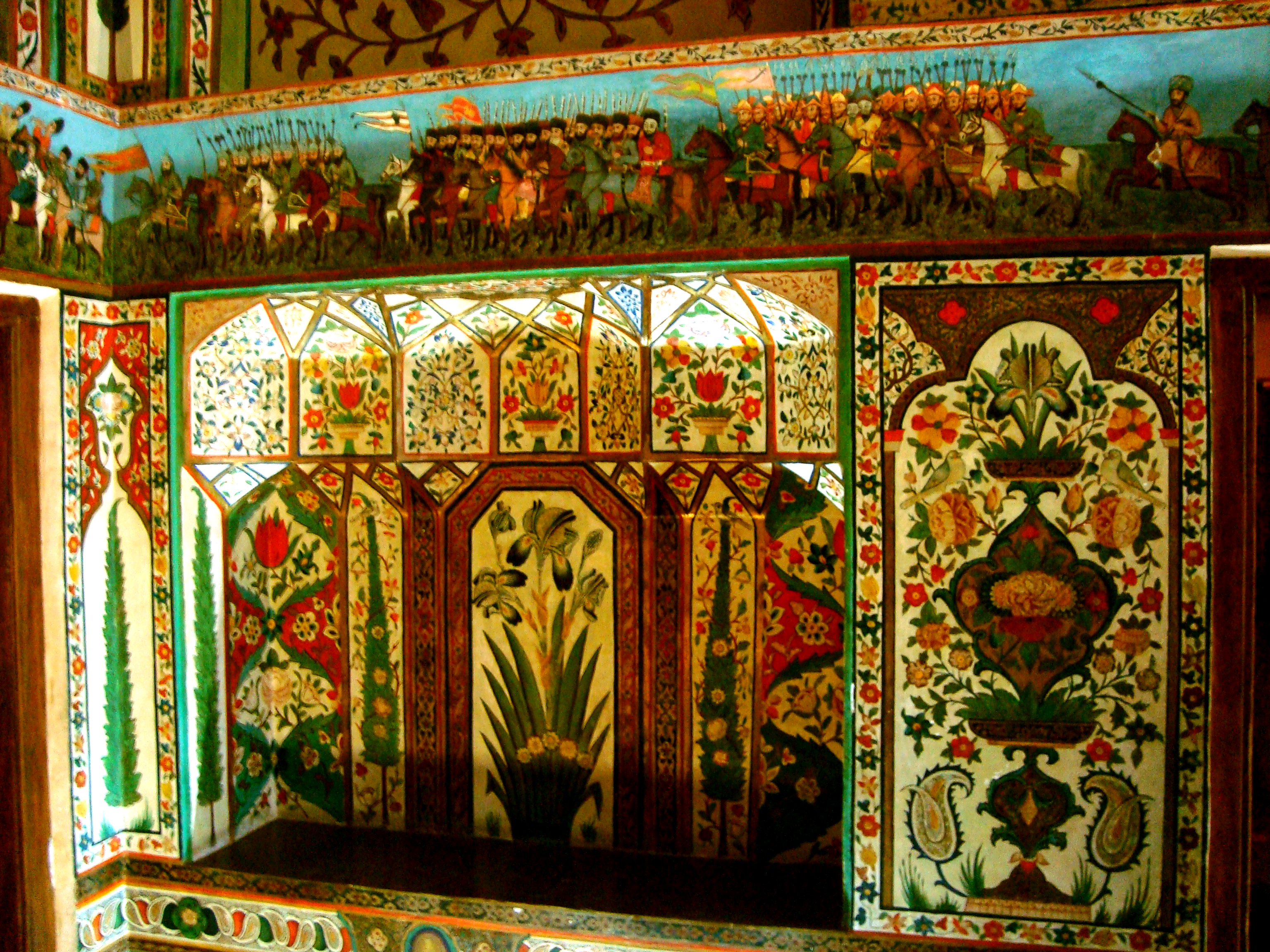
Росписи ханского дворца в Шеки, конец XVIII века—XIX век

На территории Азербайджана в средние века художники занимались в основном каллиграфией. Единственная иллюстрация в рукописи поэмы классика персидской поэзии Низами Гянджеви «Искандер-наме» (1418; Баку) описывает разрушение храма огнепоклонников, которые по традиции пришли из Азербайджана. Традиционная иллюстрация книг продолжалась и в последующие века. Это видно в серии выразительных рисунков выполненных акварелью, тростниковым пером и чернилами, иллюстрирующих коллекцию басен — памятник санскритской повествовательной прозы «Калила и Димна» (XVIII век) на азербайджанском языке.
С XVII по XIX вв. многие азербайджанские художники, пользуясь масляными красками, принимали участие в росписях жилых домов, дворцов, бань. При этом рисовали не только декоративные мотивы, но и исторические — портреты, сцены охоты и сражений. В качестве примера можно привести росписи ханского дворца в Шеки, выполненные Гамбаром, дворцы Хусейн-Кули-хана в Баку, выполненные Наввабом росписи комнат Дворца сердаров в Эривани.

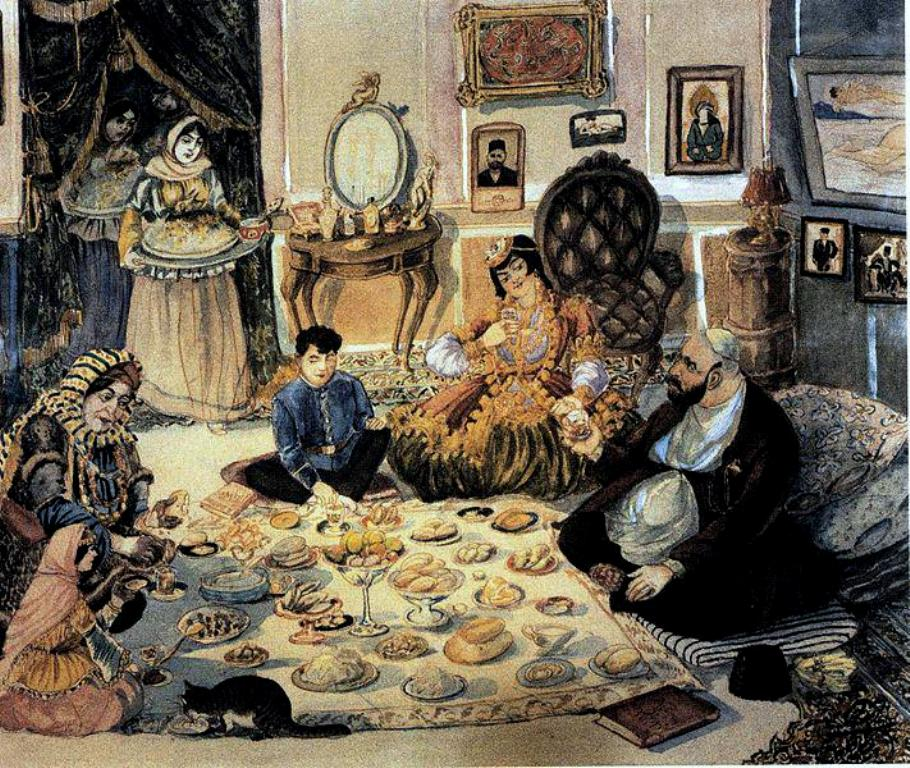
А. А. Азимзаде. «Рамазан в богатом доме». 1932

В XIX веке новое прогрессивное изобразительное искусство в Азербайджане, по сравнению с литературой, обнаруживало некоторое отставание в развитии. Крайне медленно развивалось станковое реалистическое искусство. Во второй половине XIX в. в живописи (стенные росписи, портрет) наряду с традиционной плоскостностью и декоративностью ощутимы реалистические черты, попытки объёмно-пластической моделировки форм, стремление передать портретное сходство (художники декоративного стиля Мирза Кадым Эривани, Мир Мохсун Навваб, Уста Гамбар Карабаги).
В 1900-20-х гг. выступили художники реалистического демократического направления — график А. А. Азимзаде и живописец Б. Ш. Кенгерли — первый азербайджанский художник, получивший профессиональное образование. Последние положили начало изобразительному искусству Советского Азербайджана. Основоположником современной азербайджанской живописи маслом на холсте считается художник-самоучка Алибек Гусейнзаде (1864—1940). Первой же азербайджанкой со специальным образованием художника была Кейсар Кашиева (1893—1972).
Одним из первых профессиональных художников, основавшим художественное училище в Баку, был Азим Азимзаде. Из художников второй половины XX века наиболее известны Таир Салахов, Саттар Бахлулзаде, Микаил Абдуллаев, Видади Нариманбеков, Расим Бабаев, Санан Курбанов и Тогрул Нариманбеков. Книжная иллюстрация в Азербайджане развивалась двумя путями: некоторые продолжали основы иллюстрации рукописей (Кязим Кязимзаде), другие использовали графический стиль и чёрно-белые цвета (Марал Рахманзаде).

### Скульптура

Памятник Хуршидбану Натаван в Баку (скульптор Омар Эльдаров, 1960)

В средние века на территории различных поселений ставились каменные фигуры предков, известные как баба (по-азерб. означает «праотец»). Повсюду в Азербайджане, в долинах, лесах и горах находились каменные фигуры баранов (символов богатства) и осёдланных лошадей. Надгробия и стены часто украшались рельефной резьбой, достигшей своего пика в оформлении зданий Апшеронского полуострова. «Баиловские камни» (XIII век) в музее дворца Ширваншахов в Баку с арабскими надписями украшены фигурами людей и животных, что представляет собой пример антропоморфической письменности.
Во второй половине XIX века в связи с быстрым ростом Баку и нуждой в украшении новых зданий в «историческом» стиле и скульптурами, наблюдается и возрождение резьбы по камню. В начале 20-х гг. XX века в скульптуре появляются монументальные композиции. Первым азербайджанским профессиональным скульптором считается Зейнал Абдин бек Алиев, живший с 1920 года в эмиграции. С 1920 в Баку жило несколько русских скульпторов. Первая мастерская скульптуры была организована С. Городецким. В 1923 году скульптор Е. Трипольская возвела «монумент 26 бакинским комиссарам». В период с 1920 по 1930 многие скверы были украшены скульптурами исторических лиц. Роль скульптуры усилилась в 30-50-х гг. В качестве примера можно привести памятник М. Ф. Ахундова (П. В. Сабсай, 1930), Низами Гянджеви (Ф. Г. Абдурахманов, 1949), Н. Нариманову (Д. М. Карягды, 1972), Хуршидбану Натаван (О. Г. Эльдаров, 1960), У. Гаджибекову (Т. Г. Мамедов, 1960), М. Мушфигу (М. Рзаева, 1968), К. Караеву (Ф. И. Наджафов, 2014) и пр. (см. также «Список бакинской городской скульптуры»).
С 1970 скульпторы создают свои произведения из дерева, мрамора и гранита. Сдержанные пластичные формы наблюдаются в работах Г. Г. Абдуллаева. В работах Ф. Салаева показаны каноны классической скульптуры. Известны работы З. Н. Мамедовой, первой азербайджанской женщины-скульптора.

## Народные промыслы

### Ковроделие

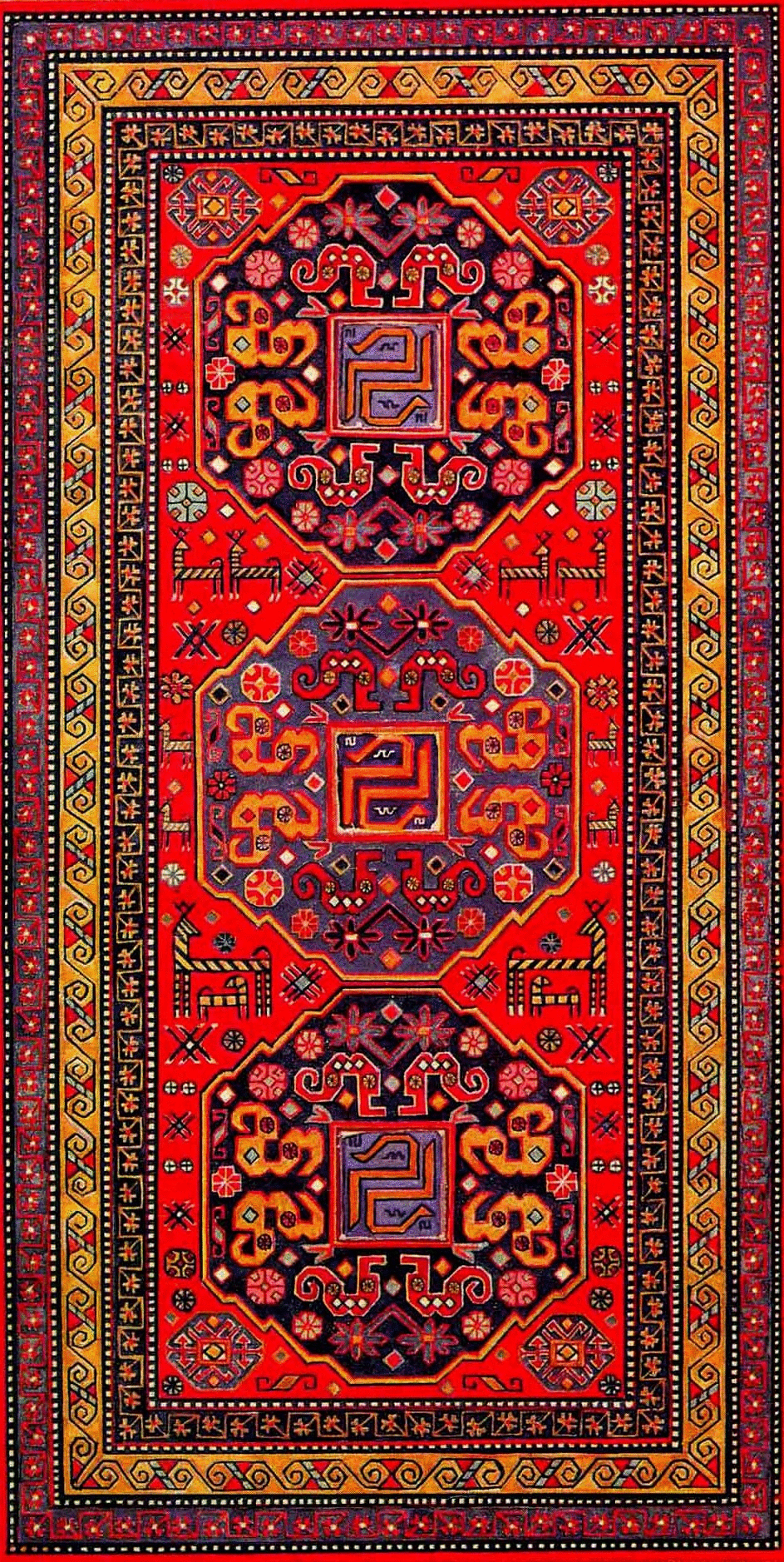
Ковёр из села Малыбейли. Карабахская школа. Начало XX века

Одним из видов декоративно-прикладного искусства Азербайджана является азербайджанский ковёр. Ковроделие было самым распространённым классическим видом ремесла в Азербайджане. Основными центрами ковроделия являлись Куба, Ширван, Гянджа, Казах, Карабах, Баку с пригородными селениями. Они выделяются сочным колоритом, построенным на сочетании локальных интенсивных тонов. В Карабахе, например, ткали шёлковые ковры высоко ценившиеся на рынках Западной Европы и Америки.
Как писал Джон Ф. Пайл, кавказские ковроделы в целом следовали персидской практике, однако «в основном использовали более выразительные и крупные элементы орнамента». П. Р. Дж. Форд в своём исследовании истории и традиционных орнаментов восточных ковров отмечал, что, «хотя ковры сейчас производят в Дагестане, Грузии и Армении, но настоящей родиной российских кавказских ковров остаётся Азербайджан, и навыки и идеи азербайджанских ткачей ощущаются по всему Кавказу». Русский исследователь М. Д. Исаев отмечал, что в конце XIX — начале XX веков ковроткачество в основном было сосредоточено в Азербайджане. По мнению советского искусствоведа М. В. Бабенчикова «азербайджанские мастера всегда особенно ценились в других странах как искуснейшие ковроткачи». Американский историк Рональд Сюни отмечает, что ковроделие одно из древних ремёсел в Азербайджане, достигшее расцвета в Средние века, благодаря чему азербайджанские ковры стали широко известны в странах Азии и Европы.
Изготавливались односторонние ковры с ворсом — халы, гебе и односторонние безворсовые ковры — сумах и верни, безворсовые двусторонние ковры — зили, палаз и килим. Из безворсовой ткани изготавливали чепраки (чул) для лошадей и верблюдов, мешки (чувал), перемётные сумки (хурджун). Ковры ткутся на вертикальных станках — хана. На ковровом станке работает одна-две, а то и три женщины и больше. Орнамент азербайджанских ковров декоративен, состоит из геометрических (ромбы, квадраты, меандры), растительных мотивов, среди которых преобладает стилизованное изображение плода миндаля (бута), встречаются изображения животных и птиц.
За один 1843 год в шести прикаспийских районах Азербайджана было произведено 18 тыс. ковров и ковровых изделий. Ковры из Ширвана и Кубы продавались в Баку, а ковры Казаха и Гянджи — в Тебризе и Стамбуле. В 1850 и 1857 годах на первых международных Тифлисских выставках уникальные изделия азербайджанских мастеров были удостоены призов. Азербайджанские ковры экспонировались также на Московской политехнической выставке 1872 года и Всероссийской выставке 1882 года.
В конце XX века ковроткачество в Азербайджане становится одной из важных отраслей экономики. Сегодня во многих регионах Азербайджана успешно развивается ковроткачество, всего в Азербайджане насчитывается свыше 20 крупных и средних ковроткацких комбинатов. В частности, в Кубе, Кусарах, Кюрдамире, Гяндже, Шемахе, Шабране, Казахе, Товузе, Шеки и Баку действует ковроткаческое производство, в которых продолжают развивать старинные традиции искусства ковроделия. Известным ковроткачом являлся Лятиф Керимов, имя которого носит Музей ковра в Баку.
В ноябре 2010 года «Традиционное искусство ковроделия в Азербайджане» внесено в репрезентативный список ЮНЕСКО по нематериальному культурному наследию человечества.
Популярны были и ковры татской работы, изготавливаемые различных типов: ворсовые — халы, халиче, гебе и безворсовые — палас, сумах, килим и др. Центрами татского ковроделия являются сёла Кубинского района (Дара-Чичи, Шудуг, Рустов, Кильвар и др.) и селения в районе Апшеронского полуострова.

### Национальная одежда

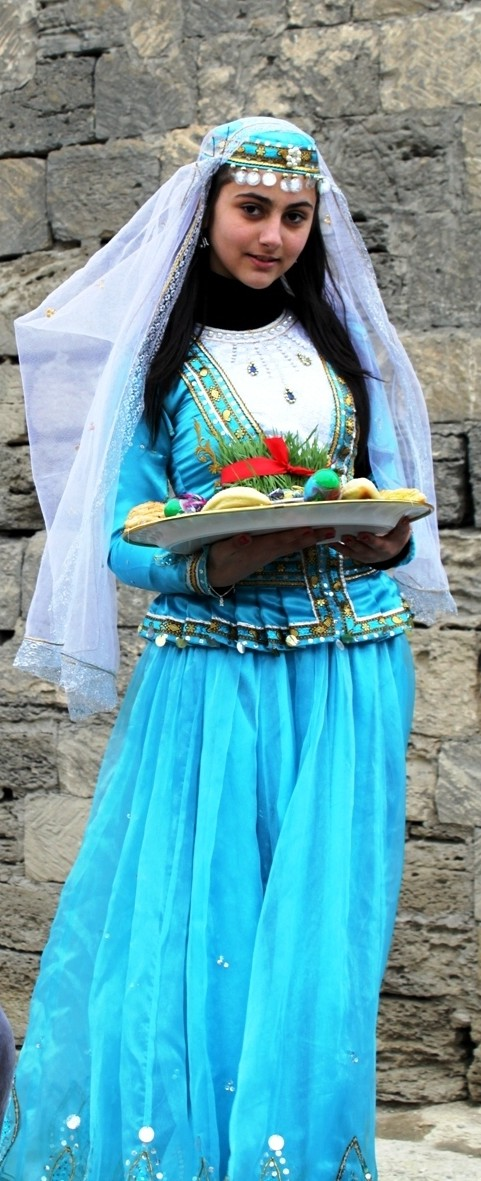
Азербайджанка в национальной одежде во время праздника Новруз в Баку

Традиции в одежде на территории Азербайджана сохранялись в своей самобытности благодаря разнообразию естественно-географических условий и исторически обусловленной неравномерности в развитии социально-экономической жизни и культуры. Одежда отражала особенности хозяйственно-культурного развития той или иной зоны страны.
Азербайджанская женская одежда конца XIX — начала XX в. состояла из нижнего и верхнего платья, а также покрывала — чадры. Местные различия в одежде касались отдельных деталей, не меняя общего облика национального костюма. Нижнее женское платье включало туникообразную рубаху (кёйнек), различного покроя юбки (шелте, джют-туман) и штаны — узкие (дарбалаг) и широкие (джютбалаг). Верхнее платье состояло из верхней рубахи (уст кёйнек), короткой одежды — архалыг, распространённой в основном в юго-западной зоне Азербайджана, в западных районах известен как кюляджа, а на Апшероне — дон. В районах Гянджи и Шеки носили также одежду с рукавами и вырезками под мышкой — леббаде. Поверх архалыга носили кожаный или бархатный пояс (кемер). Женщины из богатых семей носили золотые или серебряные пояса. На ноги надевали яркие разноцветные носки (джораб), орнамент узора которых сходен с местным ковровым орнаментом. При выходе из дома надевали поверх носков туфли (башмаг) с острыми загнутыми вверх носками. На шею богатые женщины надевали ожерелье из продолговатых бус в форме ячменя — арпа. Заплетая волосы в косы, женщины прятали их в парчовый узкий чехол — чутгу. Головной убор обычно состоял из невысокой шапочки с круглым плоским донышком и прямым ободком. Поверх шапочки повязывали небольшой шёлковый платок кялагаи. Волосы, ладони, ногти красили хной. Традиционное искусство и символика кялагаи, его изготовление и ношение включены от Азербайджана в список нематериального культурного наследия ЮНЕСКО.
Азербайджанская мужская одежда состояла: нижняя — из нательной рубахи (кёйнек) и кальсон (дизлик), верхняя — шалвар и архалыга. Архалыг подвязывали поясом или кушаком (гуршаг). Поверх архалыга надевали чуху, в холодных предгорных районах — баранью шубу (кюрк) или бурку (япынджы). Шаровары шили в основном из домотканой шерстяной материи (шал). Поверх архалыга молодые надевали серебряный или кожаный пояс, отделанный бляшками. Существовало три фасона чухи — со сборками, со складками и с сочетанием сборок и складок. Грудь чухи была открытой; иногда по бокам от грудного выреза располагались газыри (везне) — гнёзда для патронов. В сельских местностях обычно носили шубу с очень длинными (до земли) суживающимися к концу ложными рукавами. Горожане носили кожаные башмаки с загнутыми вверх носками — чарых, распространены были сапоги с длинным и коротким голенищем — маст. Почти все мужчины носили усы и бороду. Под шапкой (папах) носили вышитую шапочку (арахчын) из белой ткани.
В годы СССР в сельских местностях женский костюм в большей степени, чем в городах сохранял элементы национального костюма, а всё мужское население носило уже одежду городского типа. Из национального костюма сохранялись лишь папахи и изредка архалыг и шуба. Женский городской костюм уже следовал общесоюзной моде с небольшими отклонениями. У мужчин-горожан же национальный костюм совсем не сохранялся.
Сходен был с азербайджанским мужской и женский костюм живущих в Азербайджане талышей. Мужчины также носили архалыг, чарыхи, арахчын. У женщин существовал специальный костюм для работы на рисовых плантациях (из коротких, до колен, штанов и заправленной в них рубахи), вместо шёлкового платка зимой голову покрывали шерстяным платком, шалью, существовал обычай повязывать вокруг поясницы платок для тепла. Сходна с азербайджанской была и национальная одежда удин, которые после носили одежду уже городского типа. Мужская одежда будугцев, крызов и хиналугцев почти не отличалась от одежды соседнего населения Азербайджана, а женская была более своеобразной — в неё входили суконные штаны, бязевая рубаха и сверху короткий архалыг; спереди повязывали фартук (габагдык), на голову надевали чутку и шаль. Костюм татов на протяжении веков не отличался от азербайджанского; пожилые женщины носили закрывающую волосы чутку (чехол из ситца), поверх которой покрывали большой платок (чершо), в торжественных случаях надевали тяжёлые серебряные пояса (кемер).

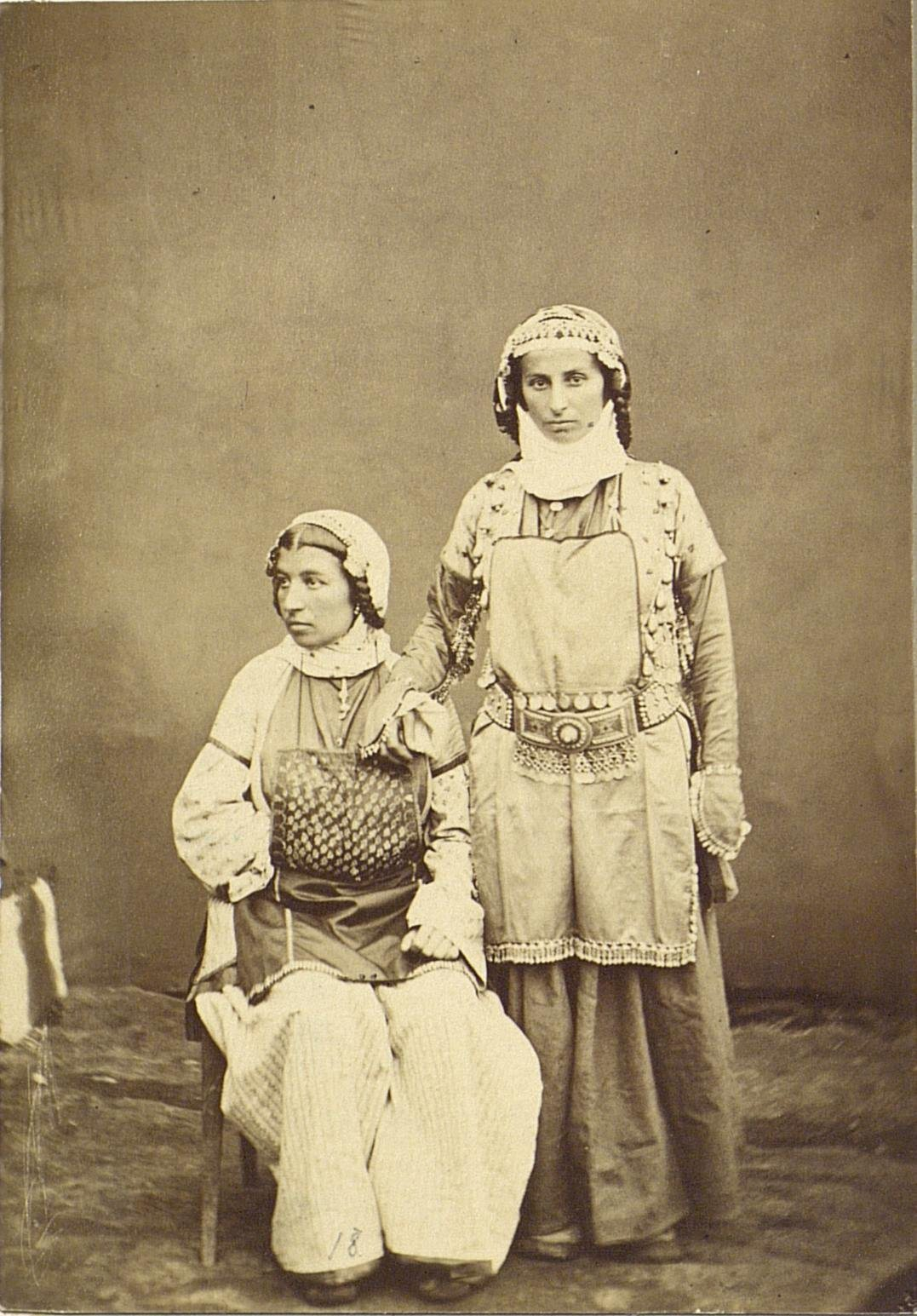
Грузинки-ингилойки из селения Ках в нарядных национальных костюмах (1883 г.)
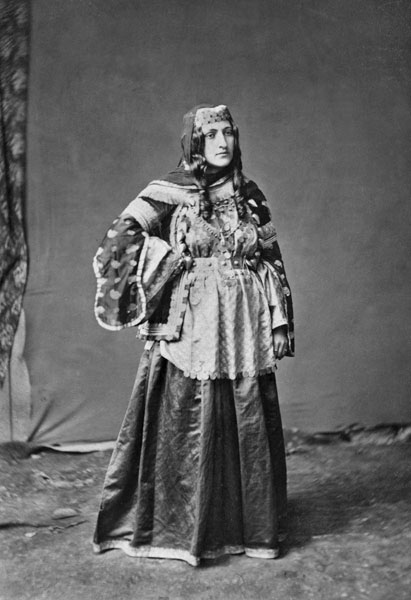
Армянка в праздничной одежде из Шемахи (1883 г.)
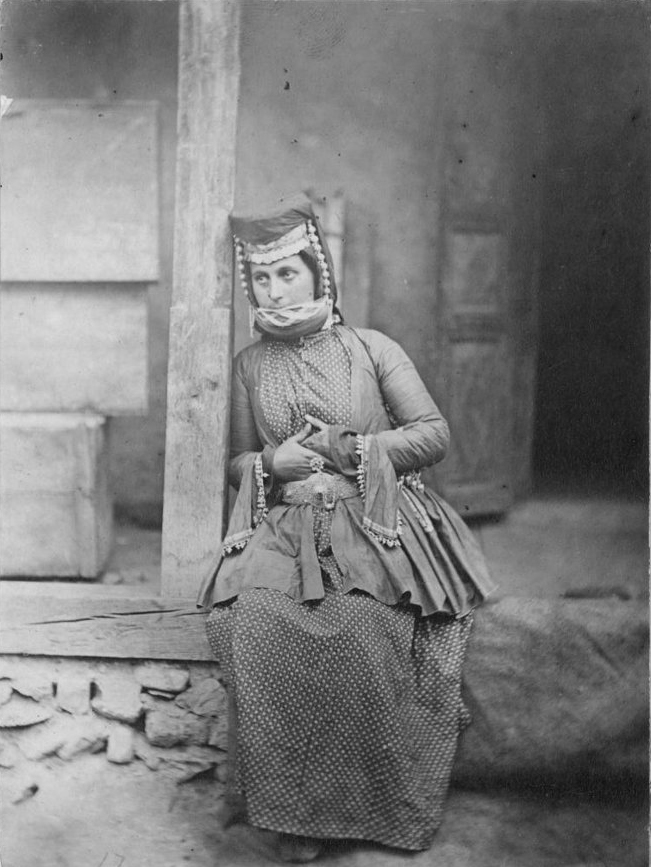
Удинка в национальной одежде из селения Варташен (ныне — город Огуз) (начало XX века)
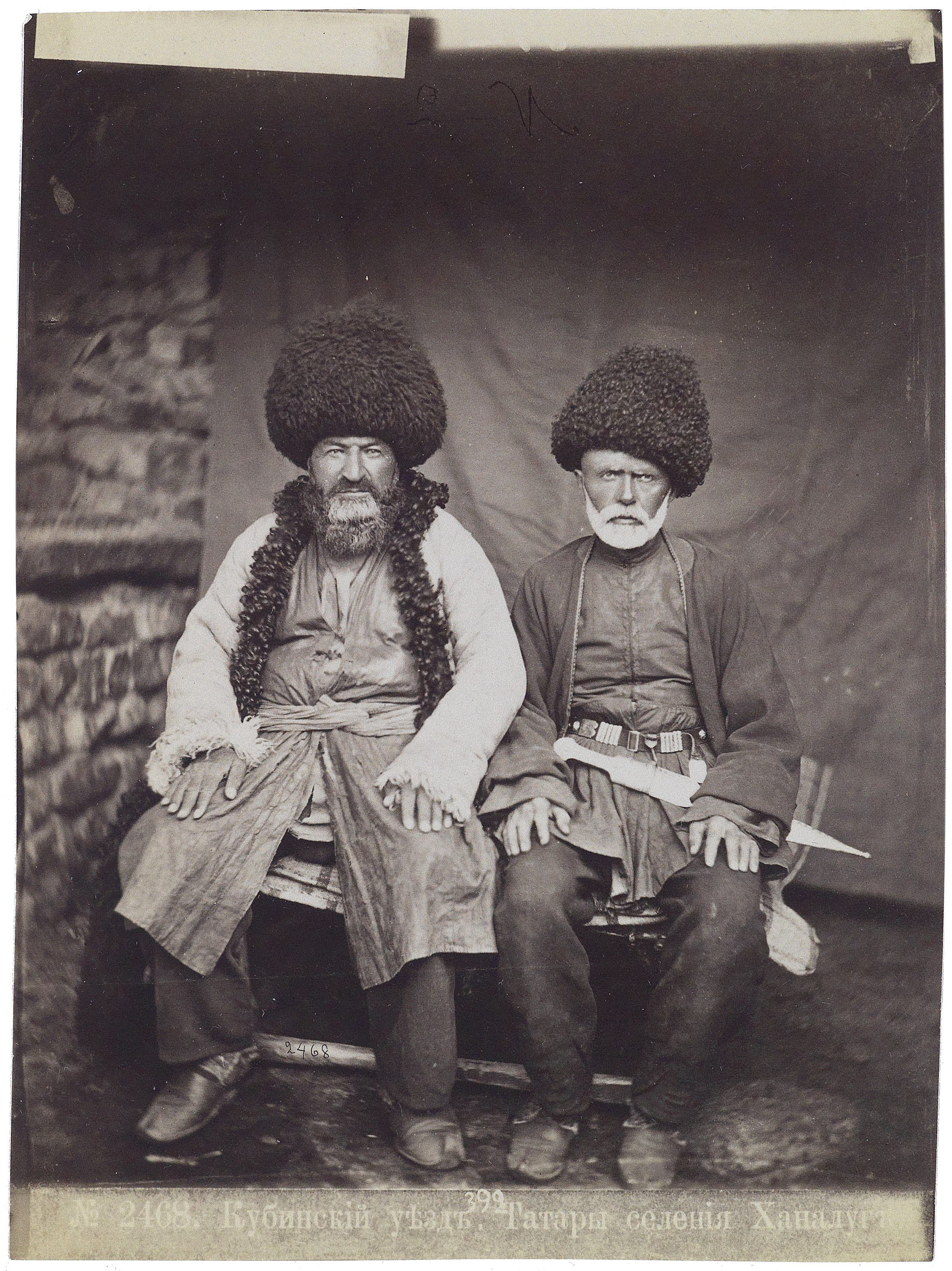
Хиналугцы в национальной одежде (начало XX века)

## Язык и литература

### Язык

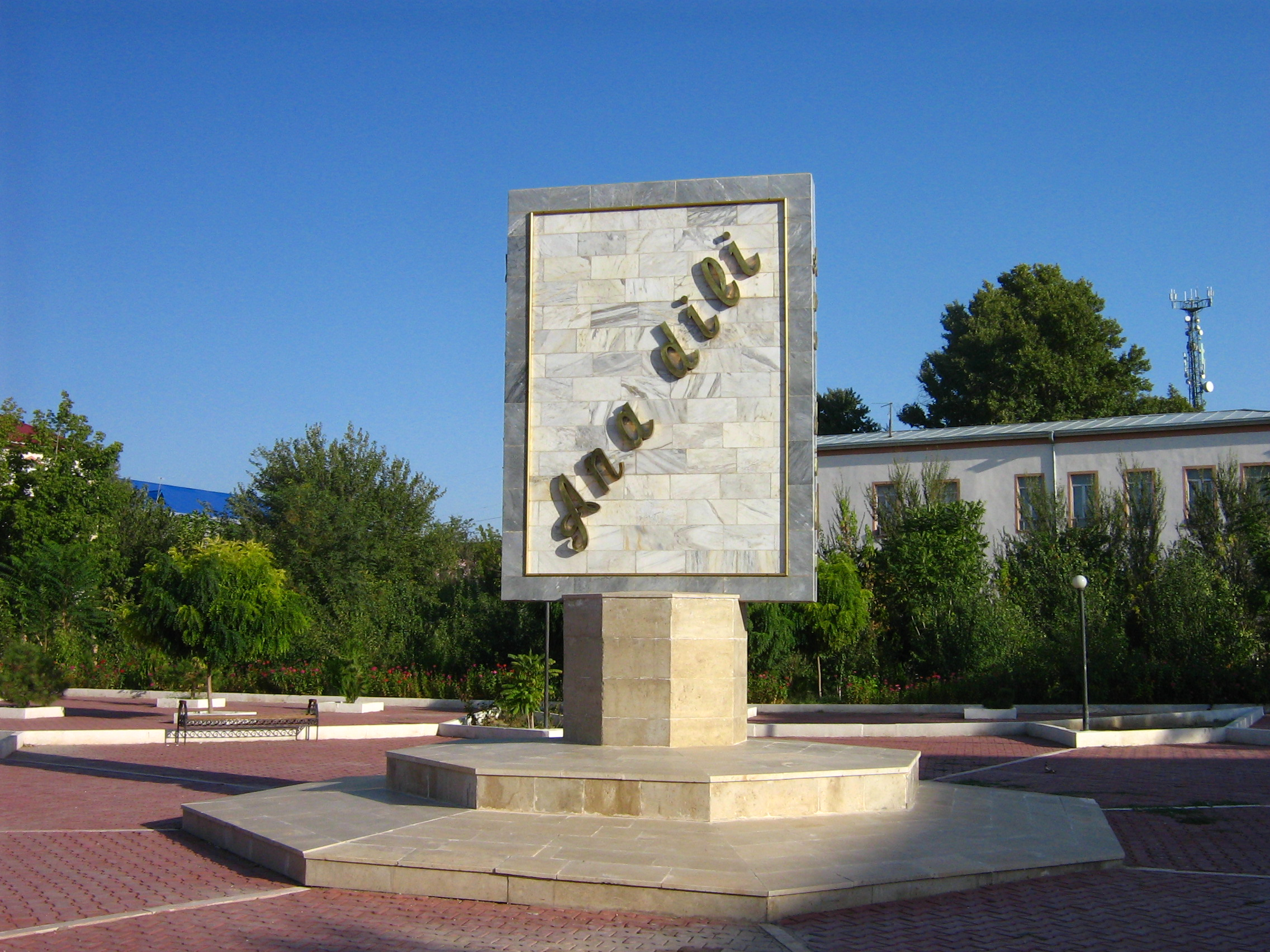
Памятник родному языку в городе Нахичевань

Азербайджанский язык является государственным языком Азербайджана, он широко распространён и на северо-западе Ирана, а также в Грузии, Турции и России (на юге Дагестана). Он относится к огузской подгруппе юго-западной ветви тюркских языков. Значительный пласт азербайджанской лексики составляют арабские и персидские слова. Арабские слова охватывают как бытовую, так и терминологическую лексику, а наличие иранизмов объясняется существовавшими в течение длительного времени азербайджано-персидскими взаимоотношениями. Также в азербайджанском языке Кавказа выделяют 4 диалектные группы: восточная (бакинский, дербентский, кубинский и шемахинский диалекты, муганский и ленкоранский говоры), западная (карабахский, гянджинский и казахский (не путать с казахским языком) диалекты, айрумский говор), северная (шекинский диалект, закатало-кахский говор), южная (нахичеванский, тебризский и ордубадский диалекты, ереванский говор).

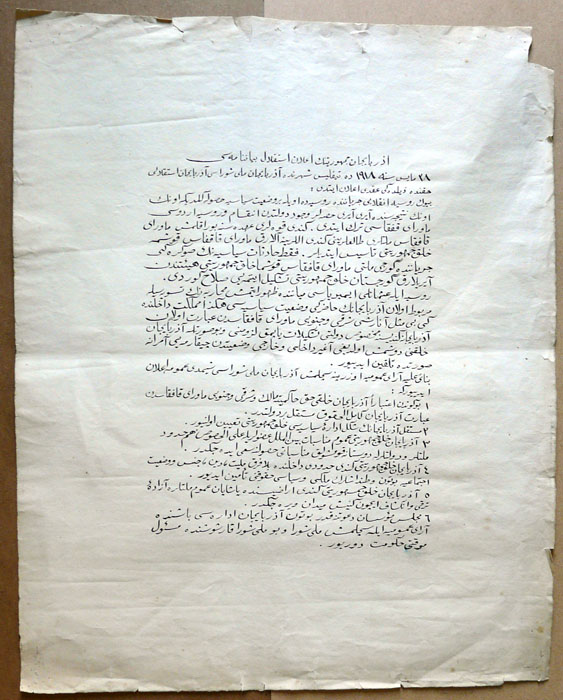
Текст Декларации независимости Азербайджанской Демократической Республики на азербайджанском языке («тюркском» по тогдашней терминологии). 28 мая 1918

Согласно принятому на сегодняшний день научному мнению азербайджанский язык выделился как самостоятельный в XIV веке. Н. Г. Волкова отмечает, что начиная с XVI—XVII веков начинается сближение азербайджанского литературного и разговорного языков в трудах Мухаммеда Физули, Ковси Табризи и других азербайджанских авторов. По её мнению окончательно азербайджанский литературный язык сблизился с разговорным во второй половине XIX столетия. В XVI — начале XIX веков большая часть Азербайджана была под властью Персидской империи, в которой правили шахи из тюркоязычной иранской династии Сефевидов. В Государстве Сефевидов азербайджанский язык стал почти на столетие языком двора, армии и суда (он сохранял этот статус на протяжении около столетия).
Уже в середине XIX века на базе бакинского и шемахинского диалектов оформился современный литературный азербайджанский язык. Именно в середине XIX века впервые встречается термин «азербайджанский язык». Он впервые был научно обоснован и использован профессором Мирзой Казем-беком. Однако это название тогда ещё не получило общего применения. Более широкое применение в Закавказье азербайджанский язык получил только в последней четверти XIX века, когда увеличилась общественная нагрузка языков закавказских народов. 27 июня 1918 года азербайджанский язык («тюркский» по тогдашней терминологии) был провозглашён государственным языком Азербайджанской Демократической Республики. 16 августа 1920 года Азревком издал Декрет «о преподавании языков в школах 1 и 2 ступени», установив тюркский (азербайджанский) язык одним из обязательных для преподавания с первого года обучения в школах 2 ступени (шестой год обучения) по 4 недельных часа. В 1930-х годах название языка было официально сменено с «тюркского» на «азербайджанский». 21 августа 1956 года был принят закон о дополнении Конституции Азербайджанской ССР 1937 года статьёй о государственном языке, объявившей азербайджанский язык государственным языком в республике. Ст. 73 следующей Конституции Азербайджанской ССР 1978 года также провозгласила его государственным языком республики.
После обретения Азербайджаном независимости, азербайджанский язык был объявлен государственным языком Азербайджанской Республики. Указом президента Гейдара Алиева от 9 августа 2001 года был учреждён «День азербайджанского алфавита и языка». Согласно этому Указу ежегодно 1 августа отмечается в Азербайджане как «День азербайджанского алфавита и азербайджанского языка».
Помимо азербайджанского среди жителей отдельных районов Азербайджана распространены талышский, рутульский, лезгинский, цахурский, аварский, татский и пр. языки. На талышском языке, распространённом в основном в Ленкоранском, Астаринском и Масаллинском районах, издаётся газета «Талыш седо» (Голос Талыша), ведётся трансляция радиопередач. В 2003 году приказом Министерства образования Азербайджана были утверждены учебные программы для 1-4-го классов средней школы по талышскому языку. На лезгинском издаётся газета «Самур». Центром лезгинской культуры учреждены газеты «Ени самух» и «Алпан», выходящие на лезгинском и азербайджанском языках тиражом каждая более 1000 экземпляров. В Кусарском районе на лезгинском языке печатается газета «Кусар». Кроме того, в Кусарском районе лезгинский язык преподаётся в школах все одиннадцать классов. Аварским культурным центром (Баку) на аварском и азербайджанском языках тиражом 300 экземпляров выпускается газета «Авар». В 1996 году в Баку была опубликована азбука на цахурском языке на латинской основе. Общество удин «Орайин», появившийся в начале 1990-х в Баку, готовит и издаёт за государственный счёт литературу и учебные пособия по удинскому языку, который преподаётся в начальных классах школ Ниджа для его коренных жителей. Для значительной части жителей страны родным языком является русский (подробнее см. статью «Русский язык в Азербайджане»).

### Фольклор

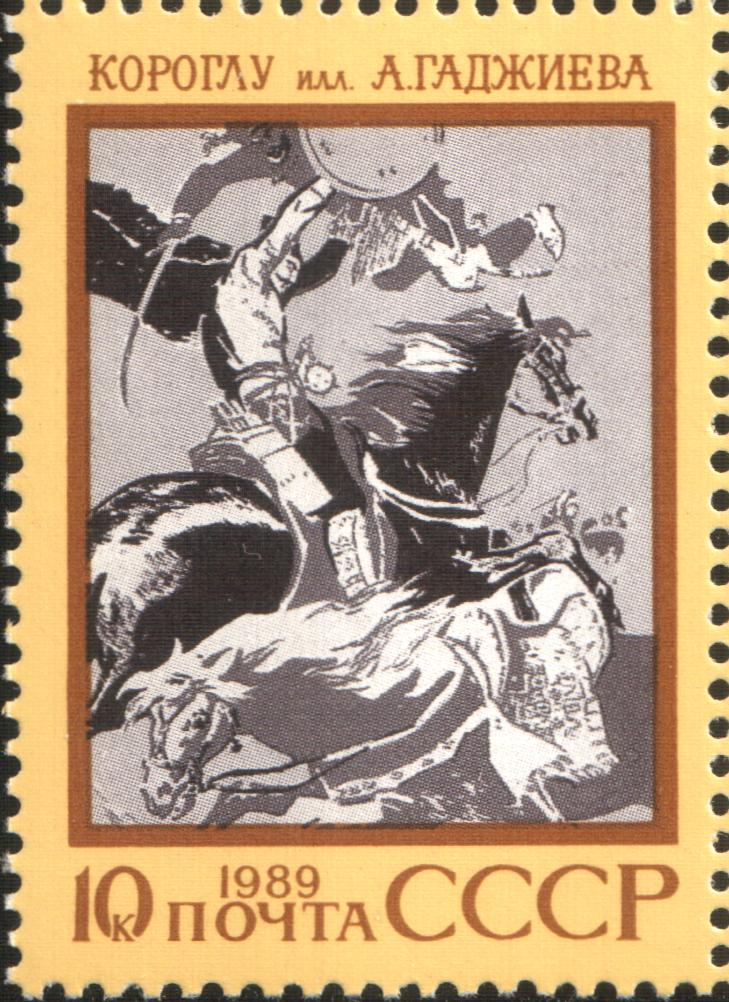
«Короглу». Худ. А. Гаджиев

Среди произведений народного творчества можно выделить песни трудовые («Зехметин ишыги» — «Лучи труда», «Бичинчи негмеси» — «Песня косаря», и др.), исторические («Гачаг Наби», «Пияда Кёр-оглы» — «Пеший Кёр-оглы», и др.), лирические («Бу гелен яра бензер» — «Ты похожа на возлюбленную», «Ай, бэри бах» — «Глянь сюда», «Галанын дибиндэ» — «У подножия крепости», «Ай, лачын» — «О, сокол», «Сары Гялин» — «Златовласая невеста» и др.), обрядовые («Эй, лалла» — свадебная, и др.), шуточные («Ери, ери» — «Иди, иди», и др.) и др., легендарные, любовные и историко-героические эпические произведения (дастаны), сказки, юморески (лятифа), пословицы и поговорки, загадки.
Первым памятником на тюркском языке считается «Книга моего деда Коркута» — эпос огузских племён, позднее вошедших в состав туркменского, азербайджанского и турецкого народов. Эпос возник в Средней Азии, но окончательно сформировался на территории нынешнего Азербайджана, где огузы жили более компактно.
Основное место в азербайджанском фольклоре занимают дастаны Кёр-оглы (Короглу), Асли и Керем, Ашик-Гариб, Шах Исмаил и др. Во многих дастанах отражены реально имевшие место события. Лирическая народная поэзия многогранна по содержанию и представлена такими жанрами как баяти и гошма. Начиная с XVI—XVII вв. записывались стихи народных певцов — ашугов. Известны произведения Гурбани, Сары-ашуга, ашуга Аббаса Туфарганлы, ашуга Валеха и др. Предполагается, что создателями народной поэзии являлись именно ашуги. Ашугская поэзия как специфическая форма национального искусства активно влияет на культурную жизнь.
Очень популярны песни азербайджанских ашугов конца XIX—XX вв. — Алескера, Гусейна Бозалганлы, Асада Рзаева, Мирзы Байрамова, Шамшира Годжаева, Ислама Юсифова, и др. Мелодика народных песен почти всегда характеризуется нисходящим движением, вариантным развитием заглавных попевок. Исключительно богата метроритмика песен, подчинённая тактовым размерам — 6/8, 3/4, 2/4. Песни исполняются соло, реже — хором (в основном в унисон). У живущих в Азербайджане талышей есть и своеобразные трудовые и свадебные песни.
Азербайджанские сказки по своей сути и по содержанию условно делятся на три вида: «сказки о животных», «сказки о простых людях» и «волшебные сказки». Среди героев народных сказок популярны Джиртдан, Тык-тык Ханым, Мелик-Мамед, Овчи-Пирим, Гекчек Фатма и др.

### Балет

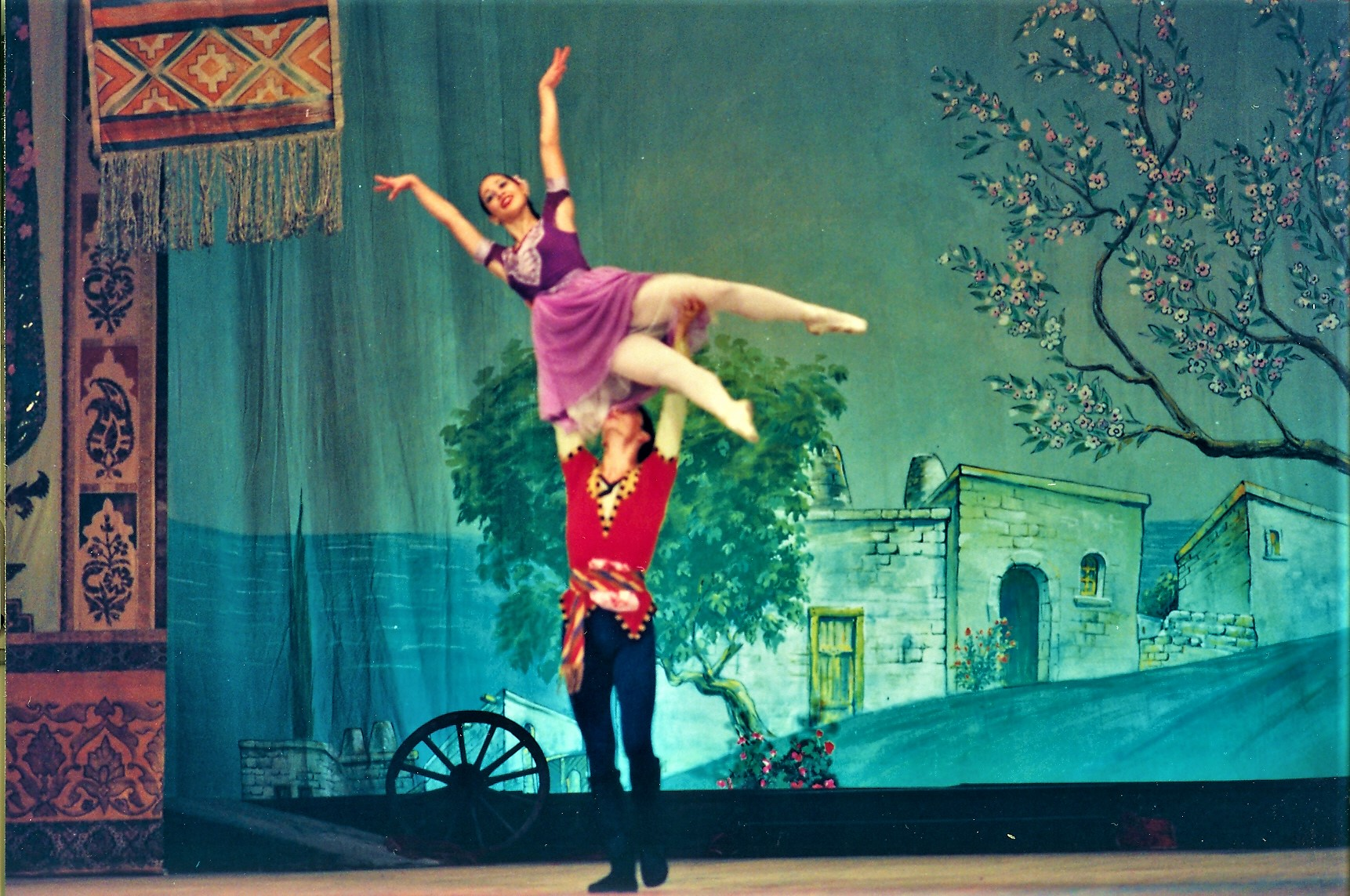
Сцена из первого азербайджанского балета «Девичья башня», Афрасияба Бадалбейли (1940)

### Театр

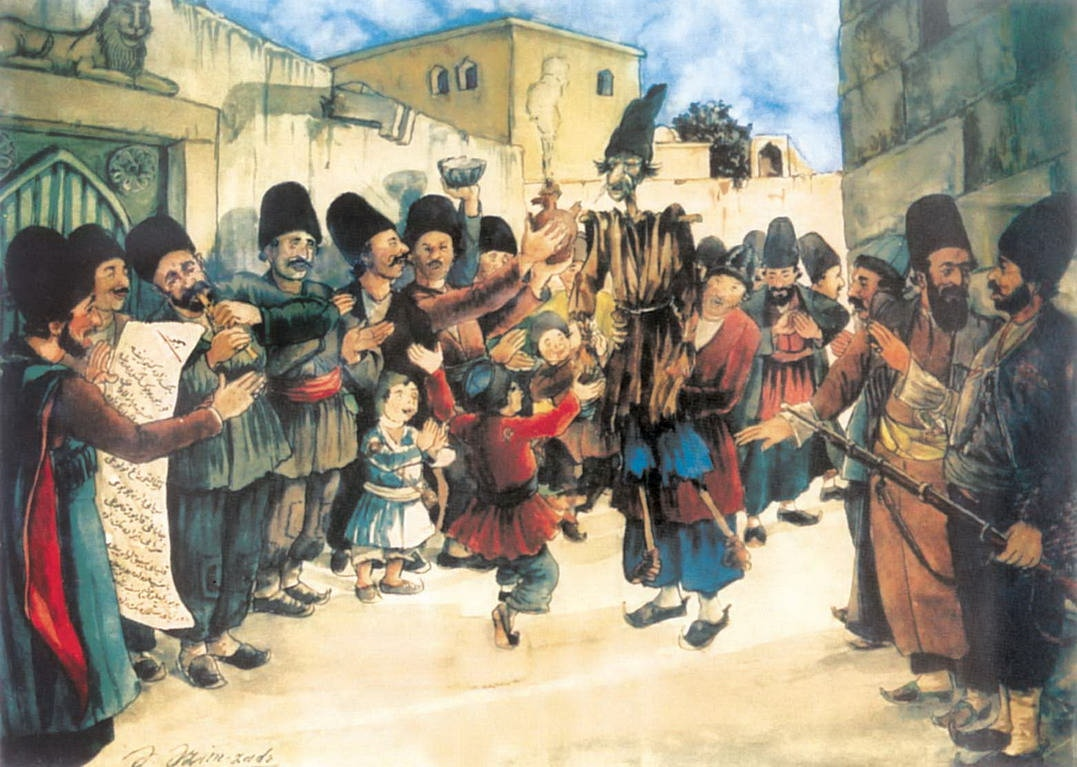
Народное представление «Коса-коса». Худ. А. Азимзаде, 1930

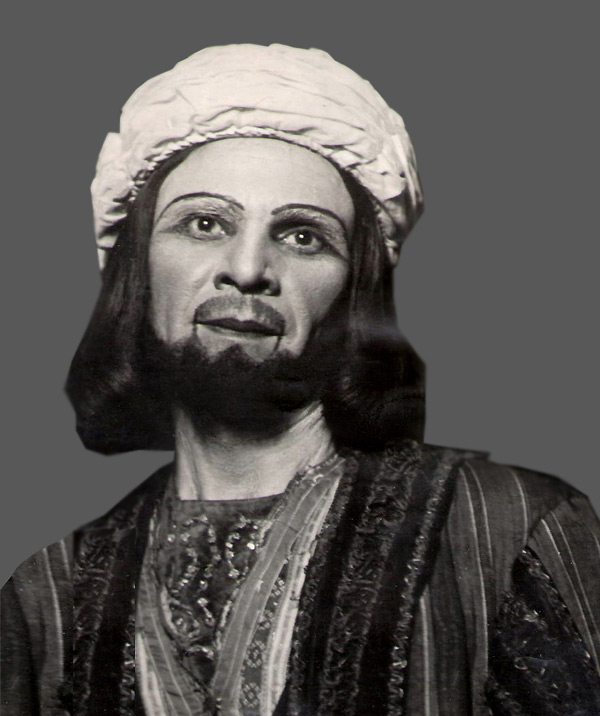
Аббас-Мирза Шарифзаде в роли Шейха Санана. Пьеса «Шейх Санан» Гусейна Джавида

### Кино

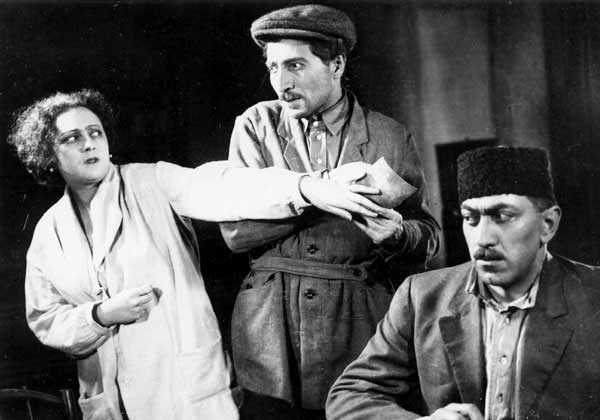
Кадр из немого фильма «Севиль», снятого по одноимённому произведению Джафара Джаббарлы. (1929 год, режиссёр А. Бек-Назаров, в роли Балаша (в центре) — А. Герайбейли)

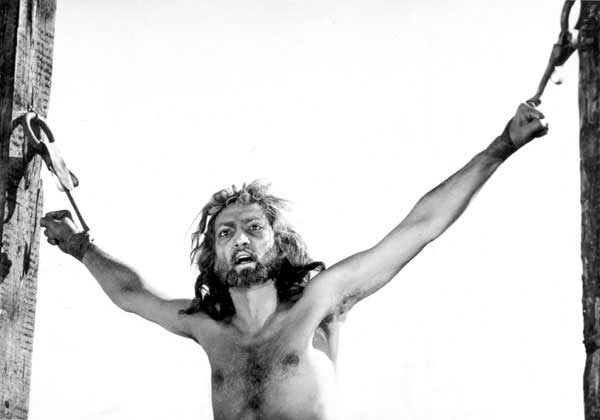
Расим Балаев в роли Насими. Фильм «Насими» (1973, режиссёр Г. Сеидбейли)

### Семья

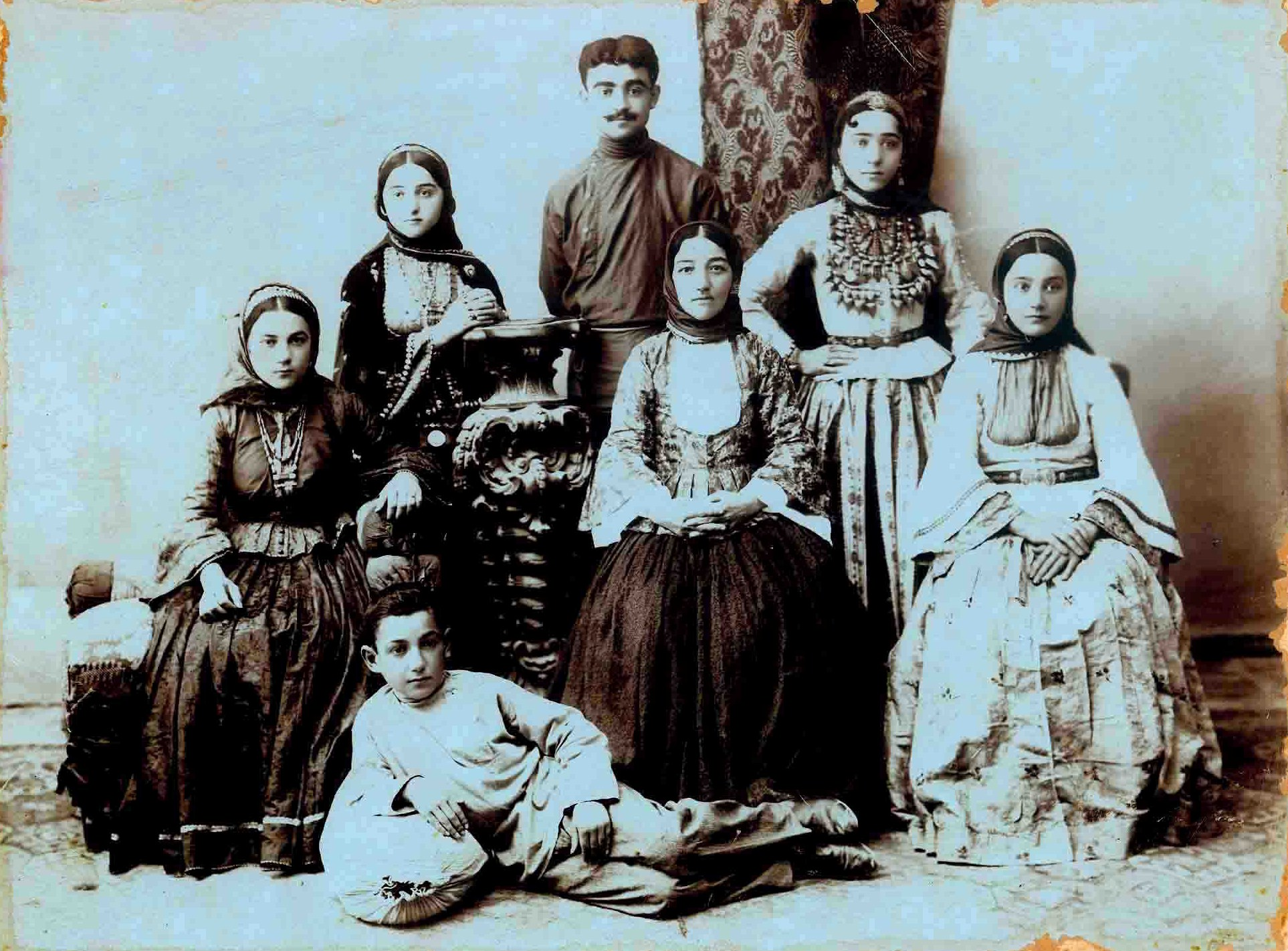
Семья азербайджанского писателя Юсифа Везира Чеменземинли в Шуше. Начало XX века

### Брак

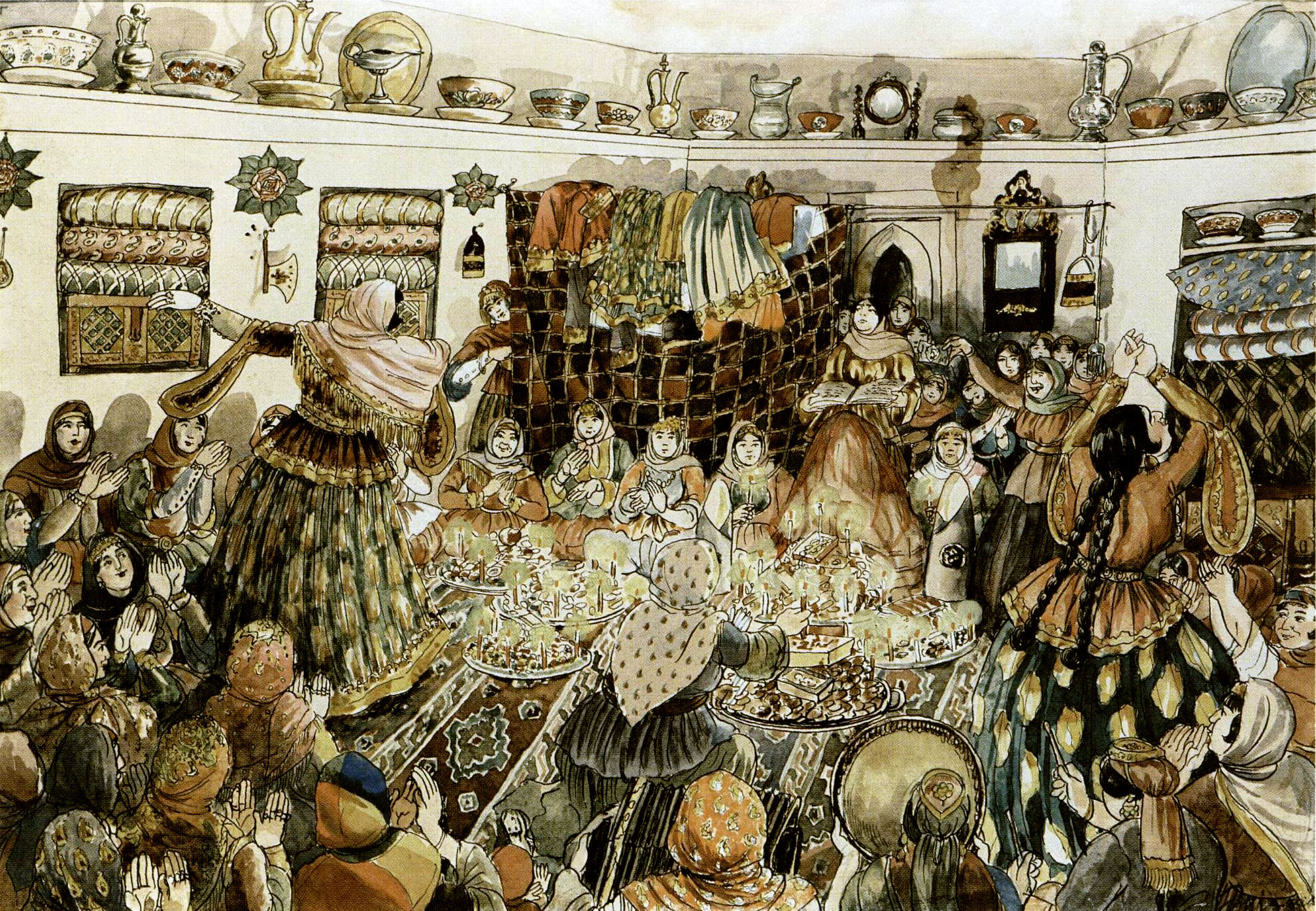
Азим Азимзаде. «Женская свадьба». 1930

### Кухня

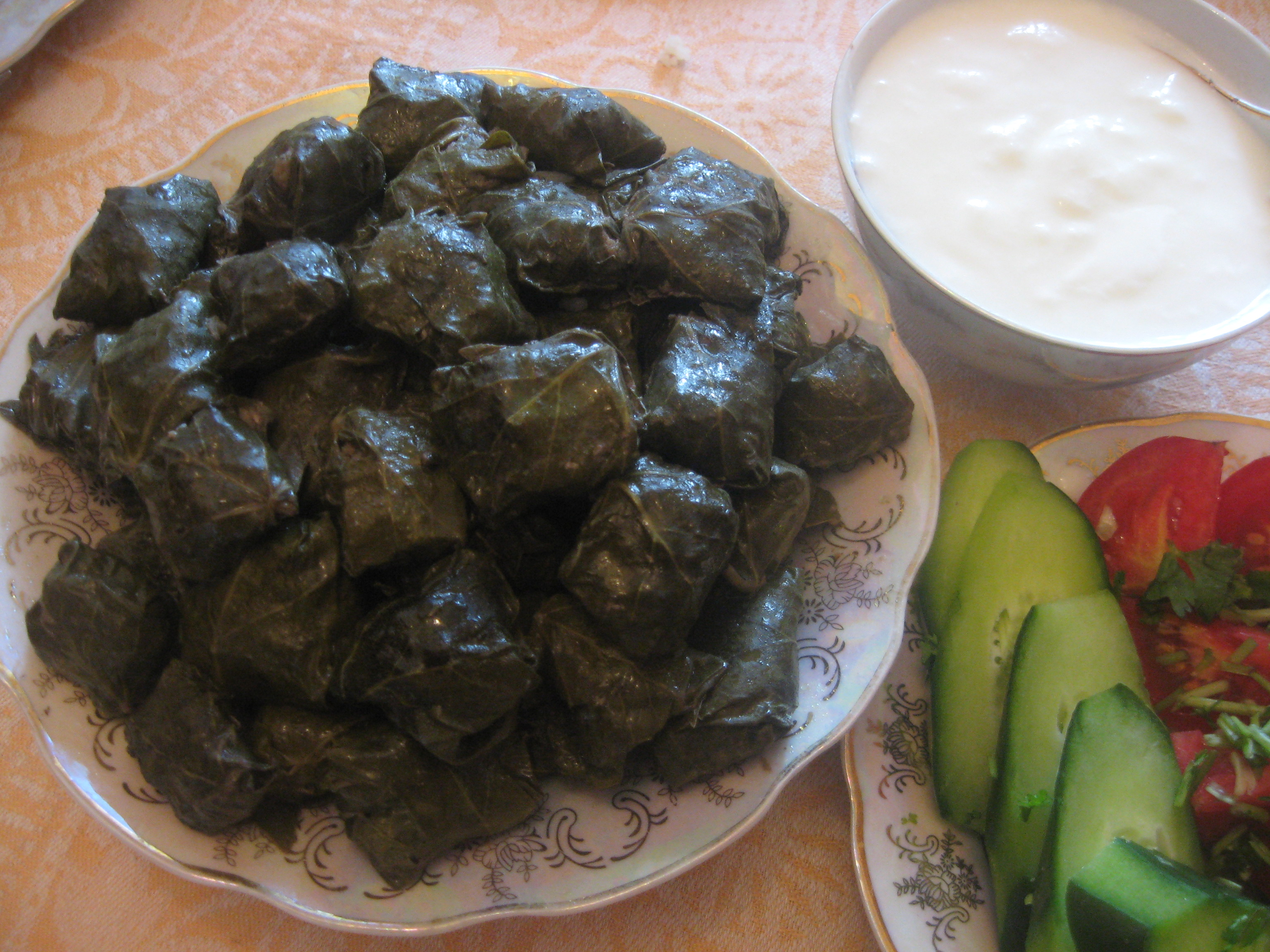
Долма — блюдо, распространённое во многих национальных кухнях Востока, в том числе и в азербайджанской. Ярпаг долмасы (на илл.) — завёрнутая в виноградные листья рубленая баранина

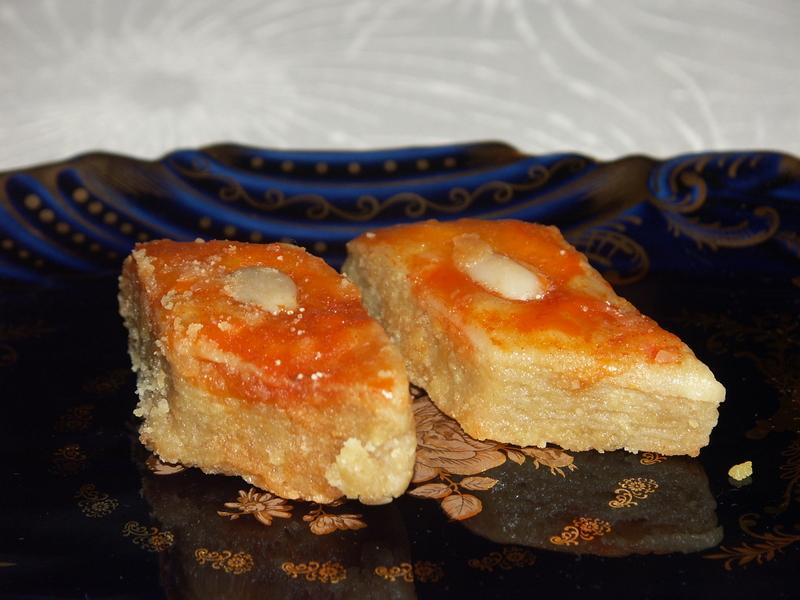
Пахлава — сладость из слоёного теста с орехами в сиропе

### Спорт

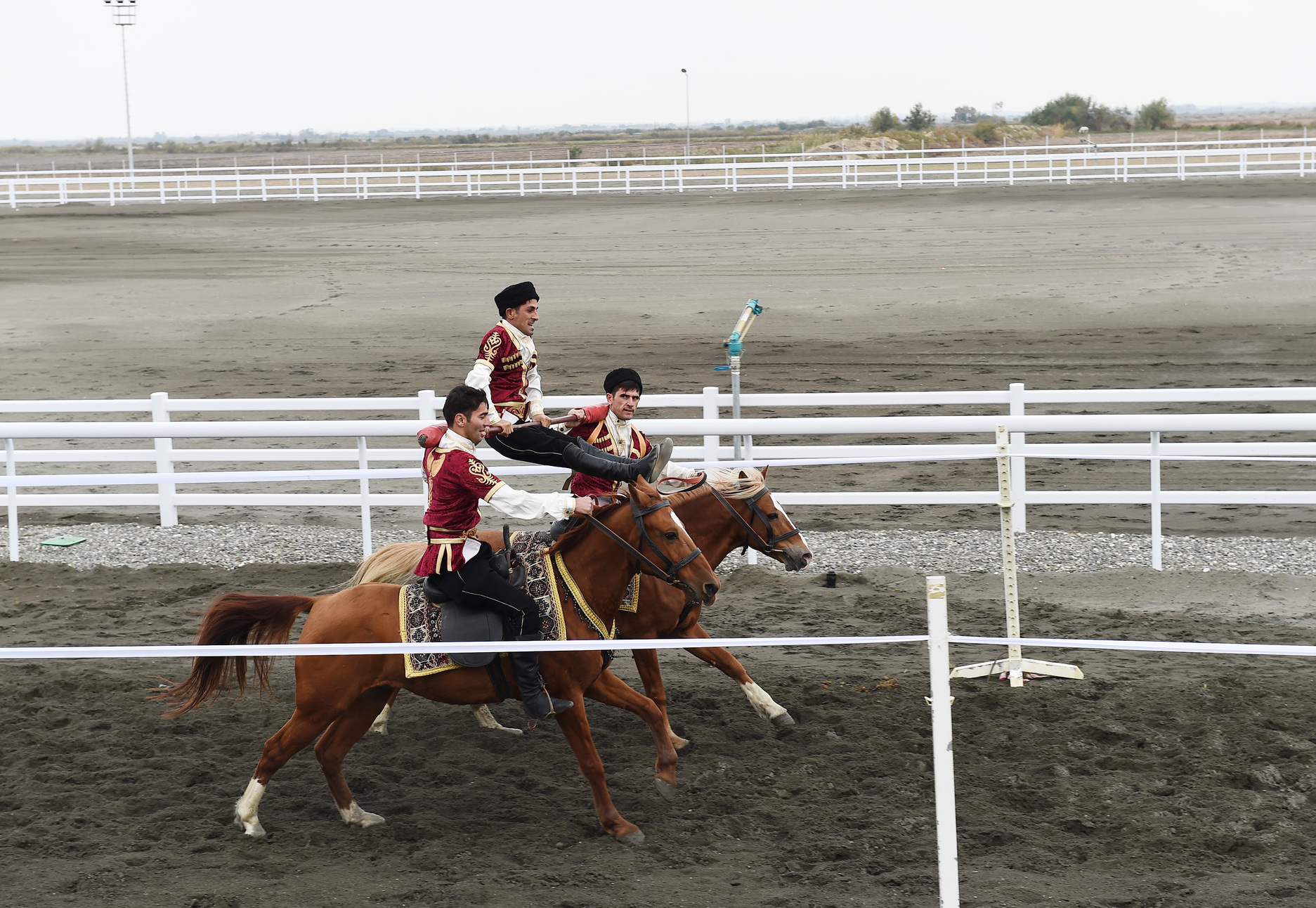
Джигитовка азербайджанских конников в национальной одежде на карабахских скакунах в Карабахском коневодческом комплексе в Агджабединском районе

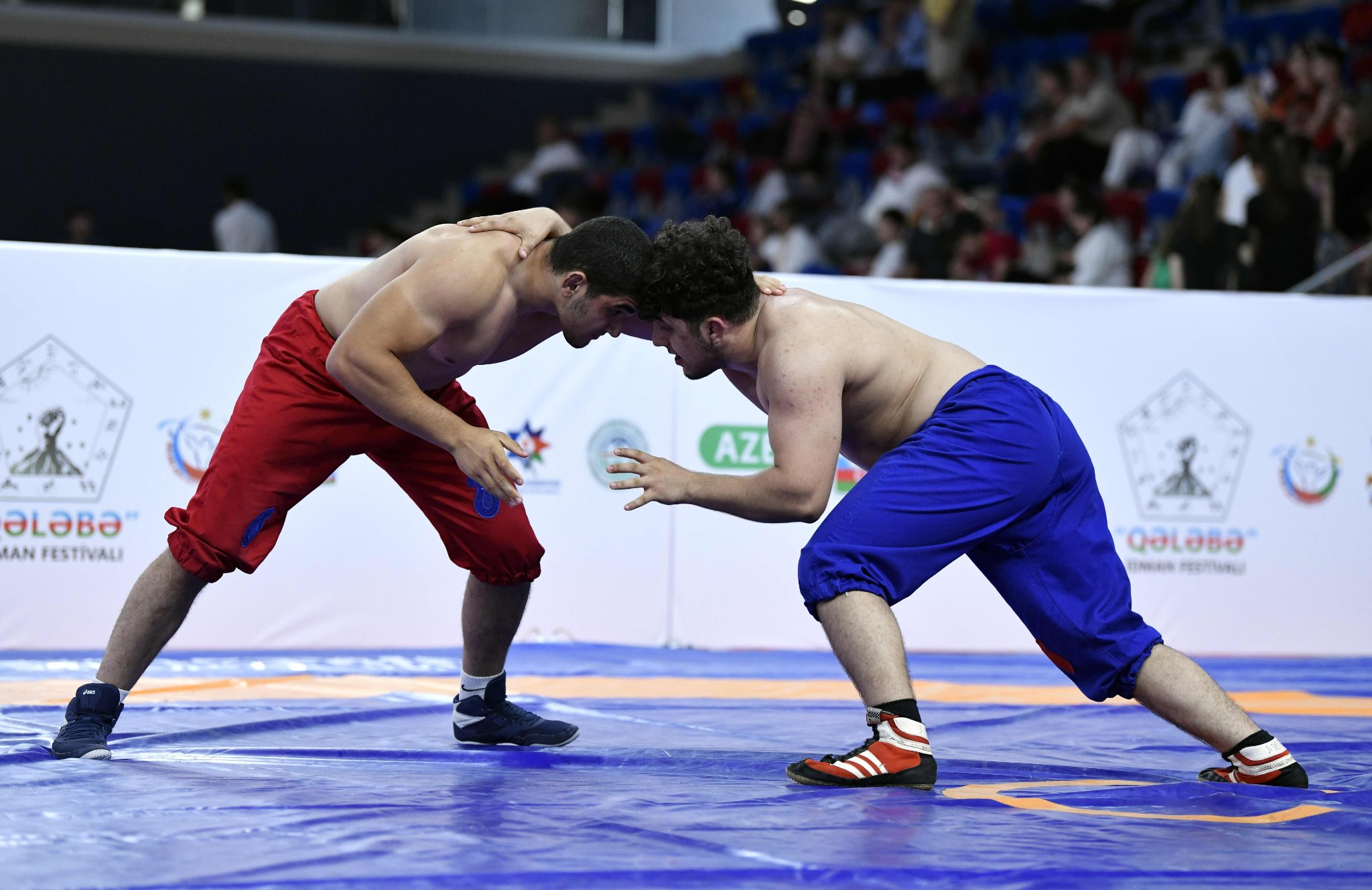
Борцы гюлеш во время спортивного фестиваля «Победа» в Баку

### Праздники и памятные дни

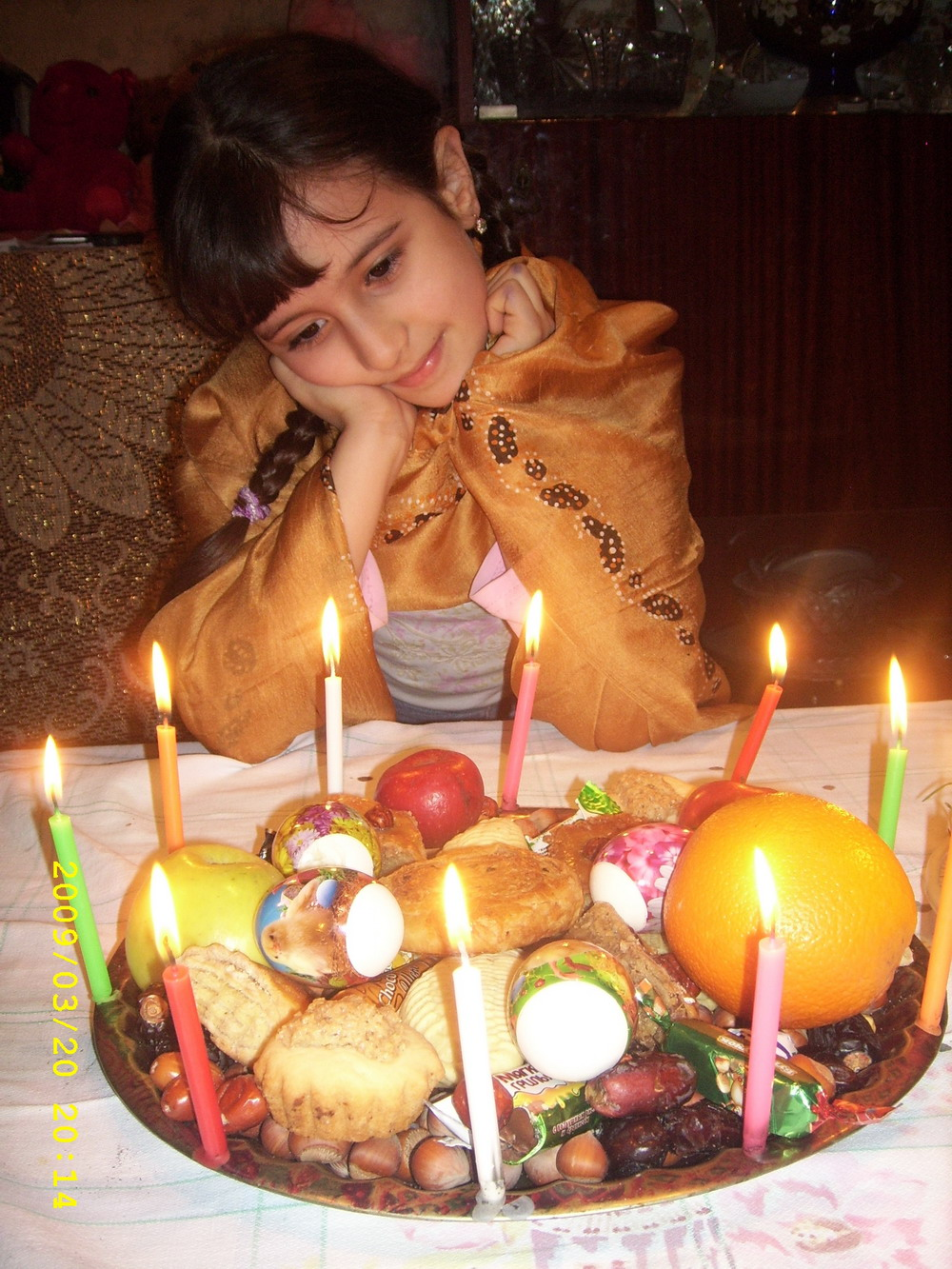
Один из атрибутов праздника Новруз — хонча со сладостями, крашенными яйцами и зажжёнными свечами

Мемориал на Аллее Шахидов, в Баку, в память о жертвах Мартовских событий 1918 года и Чёрного января 1990

### Средневековая азербайджанская литература

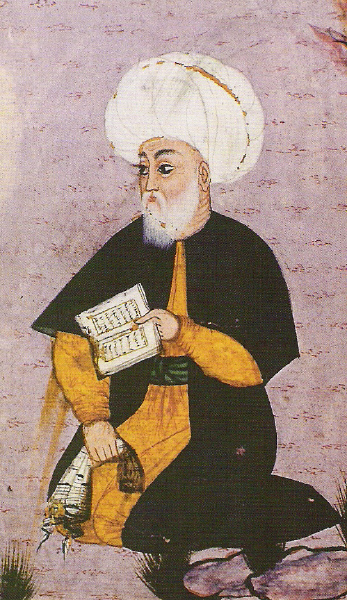
Поэт XVI века Физули

Основоположником поэзии на азербайджанском языке и первым поэтом в азербайджанской литературе считается живший Хорасане в конце XIII века—начале XIV вв. Гасаноглы Иззеддин. Выдающуюся роль в развитии азербайджанской поэзии сыграл живший в XIV—XV веках Имадеддин Насими (называется также тюркским поэтом), который принял мученическую смерть в сирийском городе Алеппо. Юсиф Маддах написал по-тюркски эпическую поэму «Варга и Гюльша». Лирические поэмы на азербайджанском под псевдонимом Хагиги писал султан государства Кара-Коюнлу Джаханшах, а также правитель Государства Ак-Коюнлу Султан Ягуб. Ко двору Султана Ягуба был близок поэт Кишвери, автор лирических газелей в стиле Навои.
Среди авторов, живших на территории Азербайджана, следует также отметить основателя династии Сефевидов шаха Исмаила I, писавшего под поэтическим псевдонимом Хатаи, автора поэмы «Дахнаме» («Десять писем»). При его дворе жил называемый «царём поэтов» Хабиби. В тот же период в Ираке жил и творил поэт Физули, одинаково изящно писавший на родном азербайджанском, персидском и арабском языках.
В XVII—XVIII веках в Иранском Азербайджане пишут Саиб Тебризи, Говси Тебризи, Мухаммед Амани, Тарзи Афшар и Тасир Тебризи. От поэта Месихи дошла поэма «Варга и Гюльша», которая является одной из лучших романических поэм в средневековой поэзии, созданных на азербайджанском языке.
В XVIII веке пишут поэты Ширванской школы — Шакир, Нишат и Махджур. В этот период усиливается воздействие на литературу устной народной словесности, ашугской поэзии. Письменная поэзия обогащается мотивами и темами народного творчества, а поэтический язык заметно очищается от канонических норм и стереотипов. Основоположником реализма в азербайджанской литературе стал поэт и визирь при дворе карабахского хана Молла Панах Вагиф. Главной темой его поэзии являлась любовь и душевная красота человека. Творчество Вагифа оказало заметное влияние на народную стихотворную форму — гошма, которая широко стала применяться в письменной поэзии. Другой поэт Молла Вели Видади, являвшийся близким другом Вагифа, наоборот, воспевал честность, смелость, силу мудрости и разума, а также критиковал междоусобные войны и феодальные жестокости. Его пессимистические настроения нашли отражение в таких стихотворениях как «Журавли», «Послания поэту Вагифу», «Поплачешь». Творчества Вагифа и Видади стали вершиной поэзии XVIII века в азербайджанской литературе. Наиболее значительный прозаический памятник XVIII в. — «Сказание о Шахрияре», написанное анонимным автором на основе народного дастана «Шахрияр и Санубар».

### Современная азербайджанская литература

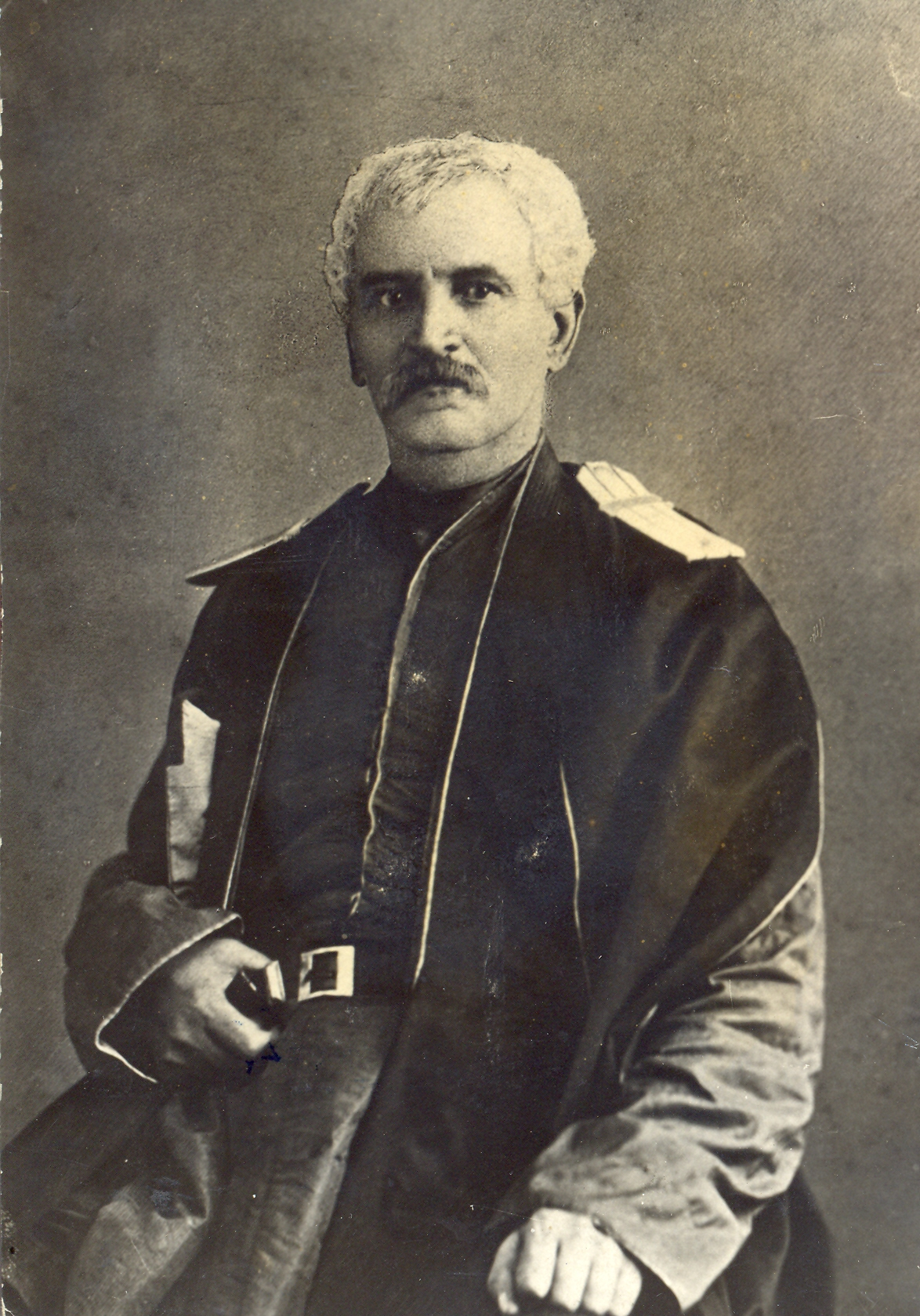
Мирза Фатали Ахундов — основоположник азербайджанской реалистичной прозы и драматургии

После того, как в XIX веке территория нынешней Азербайджанской Республики вошла в состав Российской империи, местное население было оторвано от персидской традиции и приобщилось к русско-европейской. В этот период творят Гасым-бек Закир, Сеид Абульгасым Небати, Сеид Азим Ширвани, Хуршидбану Натаван, Аббасгулу ага Бакиханов, Мирза Шафи Вазех, Исмаил-бек Гуткашынлы, Джалил Мамедкулизаде. В середине века зарождается азербайджанская драматургия, среди видных представителей которой можно выделить зачинателя азербайджанской литературной критики Мирзу Фатали Ахундова, написавшего в период с 1850 по 1857 годы шесть комедий и одну повесть, Наджаф-бека Везирова, который в 1896 году создал первую азербайджанскую трагедию «Горе Фахреддина». В Иранском Азербайджане творят такие поэты, как Сеид Абдульгасем Набати и поэтесса Хейран-ханум. В азербайджанской литературе того периода большое место занимала также ашугская поэзия. Наиболее известными были ашуги Алескер, Наджафкули, Гусейн Бозалганлы и другие.
В начале XX века начинают своё творчество Мухаммед Хади, ставший основателем прогрессивного романтизма в азербайджанской литературе, а также Гусейн Джавид, Микаил Мушфиг, Аббас Сиххат. Среди видных литературных деятелей Советского Азербайджана можно назвать первого народного поэта Азербайджана Самеда Вургуна, Сулеймана Рустама, Расула Рзу, Мамеда Саида Ордубади, Мирзы Ибрагимова, Бахтияра Вахабзаде, и др. В это время в Иранском Азербайджане творили Мухаммад Хусейн Шахрияр, Самед Бехранги и др.
Из писателей современного Азербайджана, наибольшую известность среди русскоязычных читателей получили кинодраматург Рустам Ибрагимбеков и автор детективных романов Чингиз Абдуллаев, писавшие исключительно на русском. Поэзия представлена такими поэтами как Нариман Гасанзаде, Халил Рза, Джабир Новруз, Вагиф Самедоглы, Нусрат Кесеменли, Рамиз Ровшан, Гамлет Исаханлы, Зелимхан Ягуб и др.

### Литература народов Азербайджана

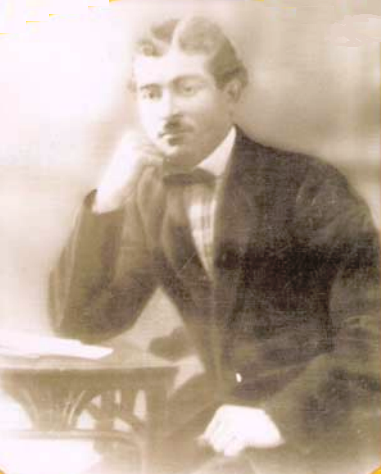
Зульфугар Ахмедзаде — талышский поэт XX века

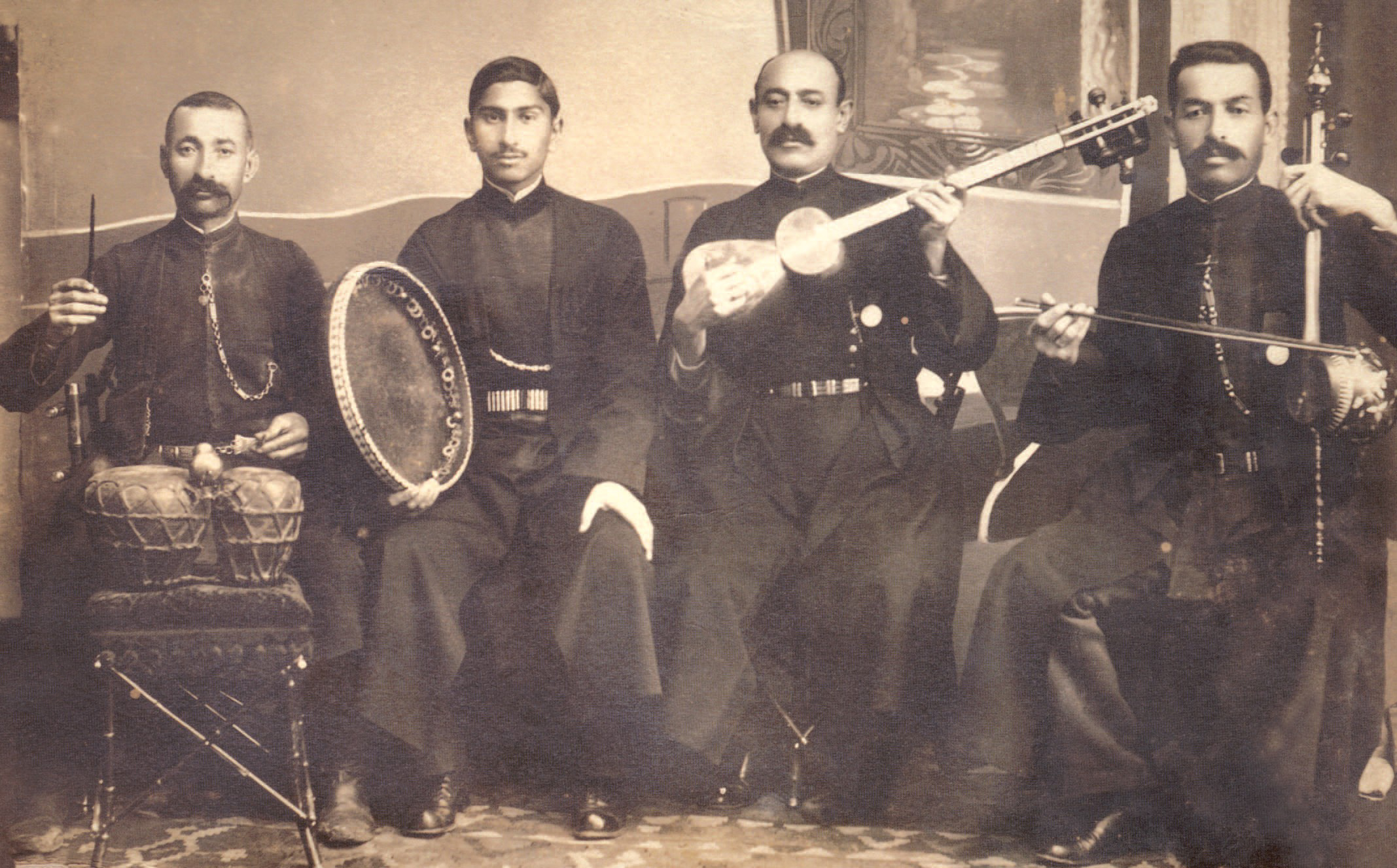
Исполнители мугама: ханенде Сеид Шушинский (второй слева) со своим ансамблем в 1916 году